# دير الأنبا مقار
دير القديس أنبا مقار الكبير ويُعرف مُختصراً باسم دير الأنبا مقار ودير أبو مقار، هو دير قبطي أرثوذكسي، وأحد الأديرة العامرة الأربعة بصحراء وادي النطرون غرب دلتا النيل شمال مصر، فالدير يقع في مواجهة المدخل الجنوبي الغربي لمدينة السادات  وعلى حافة منخفض وادي النطرون.
يُنسب هذا الدير إلى الأنبا مقار الكبير، وهو تلميذ للأنبا أنطونيوس الكبير مؤسس الرهبانية المسيحية، وعلى ذلك ترهب مقار الكبير واعتكف بصحراء وادي النطرون، وقد بدأ بإنشاء صومعته في الثلث الأخير من القرن الرابع الميلادي على الأرجح. وكان يرأس الدير البابا شنودة الثالث، وذلك بعد استقالة الأنبا ميخائيل أسقف أسيوط  بعد قضائه 65 عاماً في خدمة رئاسة الدير. وبعد وفاة البابا شنودة في مارس 2012، طالب رهبان الدير بعودة الأنبا ميخائيل رئيساً للدير، ووافق وعاد لرئاسة مرة أخرى في نهاية أبريل 2012. ثم استقال من منصبه مرة أخرى بشكل نهائي، وتولى من بعده الأنبا أبيفانيوس منذ 10 مارس 2013. حتى مقتله في 29 يوليو 2018. والمنصب شاغر الآن.
تبلغ مساحة الدير الإجمالية حوالي 11.34 كم2 شاملة المزارع والمباني التابعة، ويحتوي الدير على سبع كنائس؛ ثلاثة منها داخل الدير وأربعة أعلى حصن الدير. هناك أيضاً مساكن للرهبان المعروفة بالقلالي، كذلك توجد مائدة للرهبان ملحقة بمطبخ، أيضاً ملحق بالدير متحف صغير ومشفى ومحطة لتوليد الكهرباء ومطبعة ومكتبة تضم مخطوطات نادرة، وهناك مساكن للعاملين بالدير من غير الرهبان.
يشتهر الدير باعتقاد وجود مقبرة لرفات النبيين يوحنا المعمدان وإليشع في كنيسة الأنبا مقار الرئيسية، والتي تم الكشف عنها عام 1976 بشكل غير رسمي، عندما بدأت عمليات ترميم وتوسيع للدير بإشراف القمص متى المسكين، وتم الإعلان رسمياً عن هذا الكشف في نوفمبر 1978. وقد لاقى هذا الإعلان رفضاً واسعاً خاصةً لدى المسلمين، باعتبار أن أجساد الأنبياء لا تبلى، كما أن هناك أضرحة منسوبة بالفعل لهذين النبيين يزورها المسلمون. كذلك أثار التناقض كشفٌ آخر في بلغاريا لرفات منسوبة ليوحنا المعمدان تحت أنقاض كنيسة قديمة عام 2010. يحتوي الدير أيضاً على رفات لقديسين آخرين وبطاركة.

## أصل التسمية

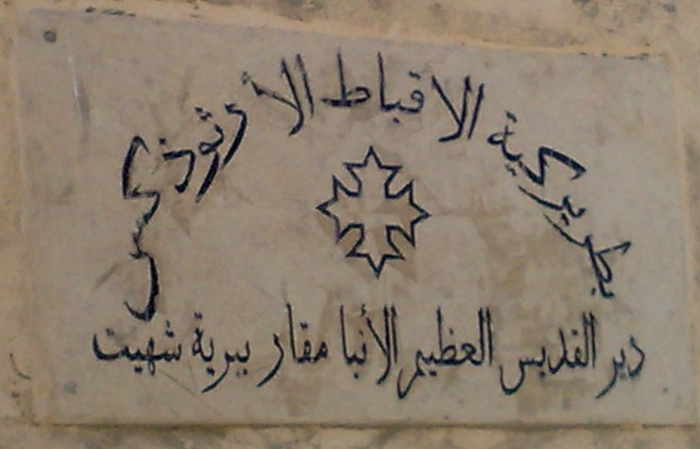
لافتة الدير.

يُنسب هذا الدير إلى الأنبا مقار الكبير المعروف بأبو مقار  ومقاريوس، وهو أحد ثلاثة قديسين يحملون هذا الاسم، وهم: مقار السكندري مؤسس منطقة كيليا، ومقار أسقف إدقاو، أما «مقار الكبير» فهو مؤسس هذا الدير ومؤسس الرهبنة في وادي النطرون. وقد وُلِد مقار الكبير عام 300 تقريباً، وكان أوّل من كوّن الجماعات الرهبانية في برية الإسقيط المعروفة الآن بوادي النطرون، وتُوفي عام 397 تقريباً.
أما اسم مقار ذاته فله أصل فرعوني، وينطق ماخرو بالديموطيقية؛ ومعناها «صادق الصوت»، وتفيد صفة الصدق والأمانة. وتُنطق بالقبطية مَقَارِ، وأضيفت لها هاء أخيرة لنضج النطق، فصارت مَقَارِه، وأصبحت باللغة العربية مقاره ومقار -وهو المتداول- نقلاً عن القبطية، وهو أصح نطق للاسم. أما باللغة اليونانية؛ فأضيفت الواو والسين إلى مقار لتصبح مقاريوس.

## تاريخ

لوحة خشبية تمثل القديسين المقارات الثلاثة:في الوسط: الأنبا مقار الكبير مؤسس الدير.
إلى اليمين: مقار القس السكندري.
إلى اليسار: مقار الأسقف.
ومكتوب بالأسفل: مقدمة من الحبر الجليل الأنبا إبرام مُطران كرسي البلينا لبيعة القديس العظيم أبي مقار كوكب برية شيهات بالدير سنة 1646 ش - 1930 م.

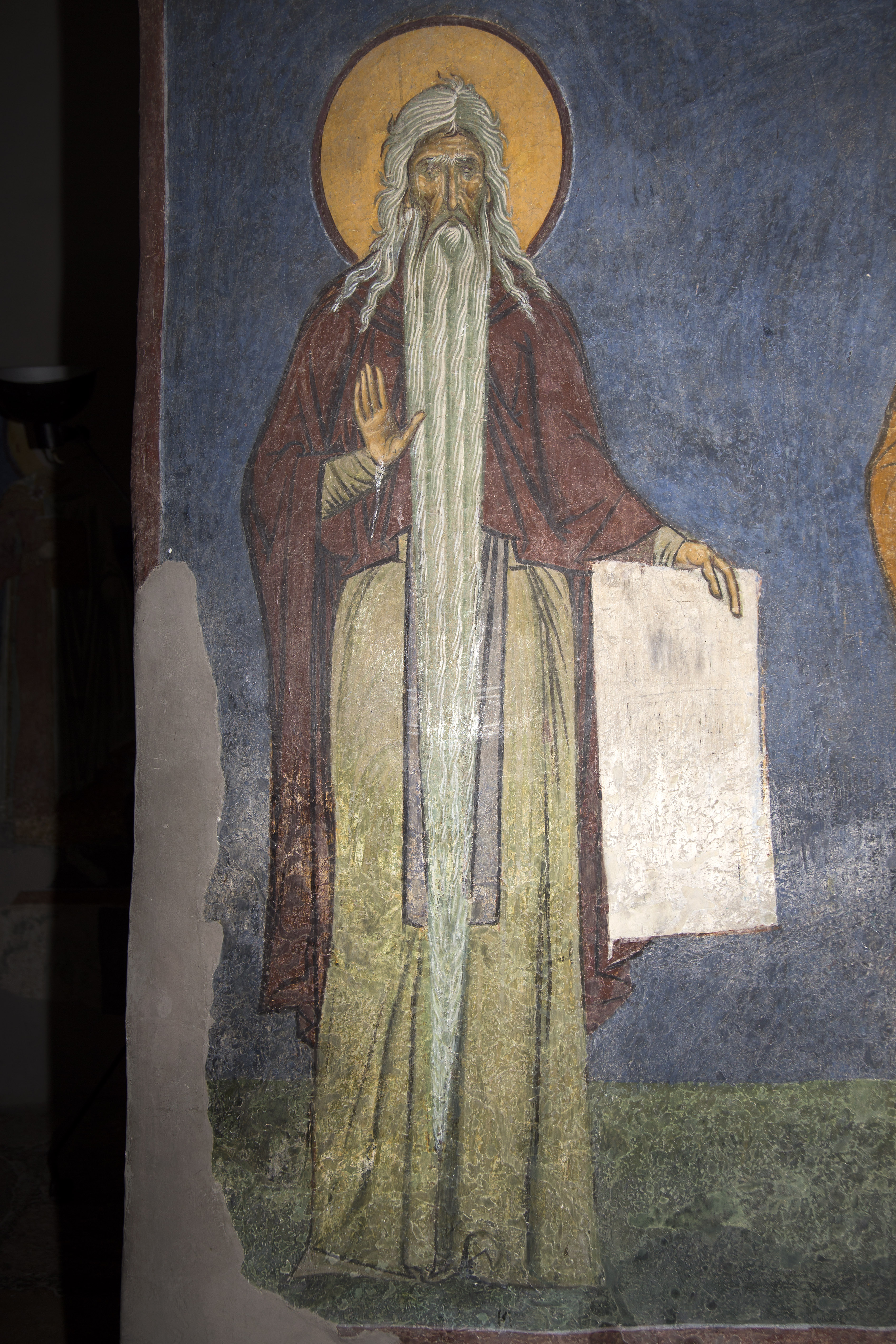
صورة للأنبا مقار الكبير.

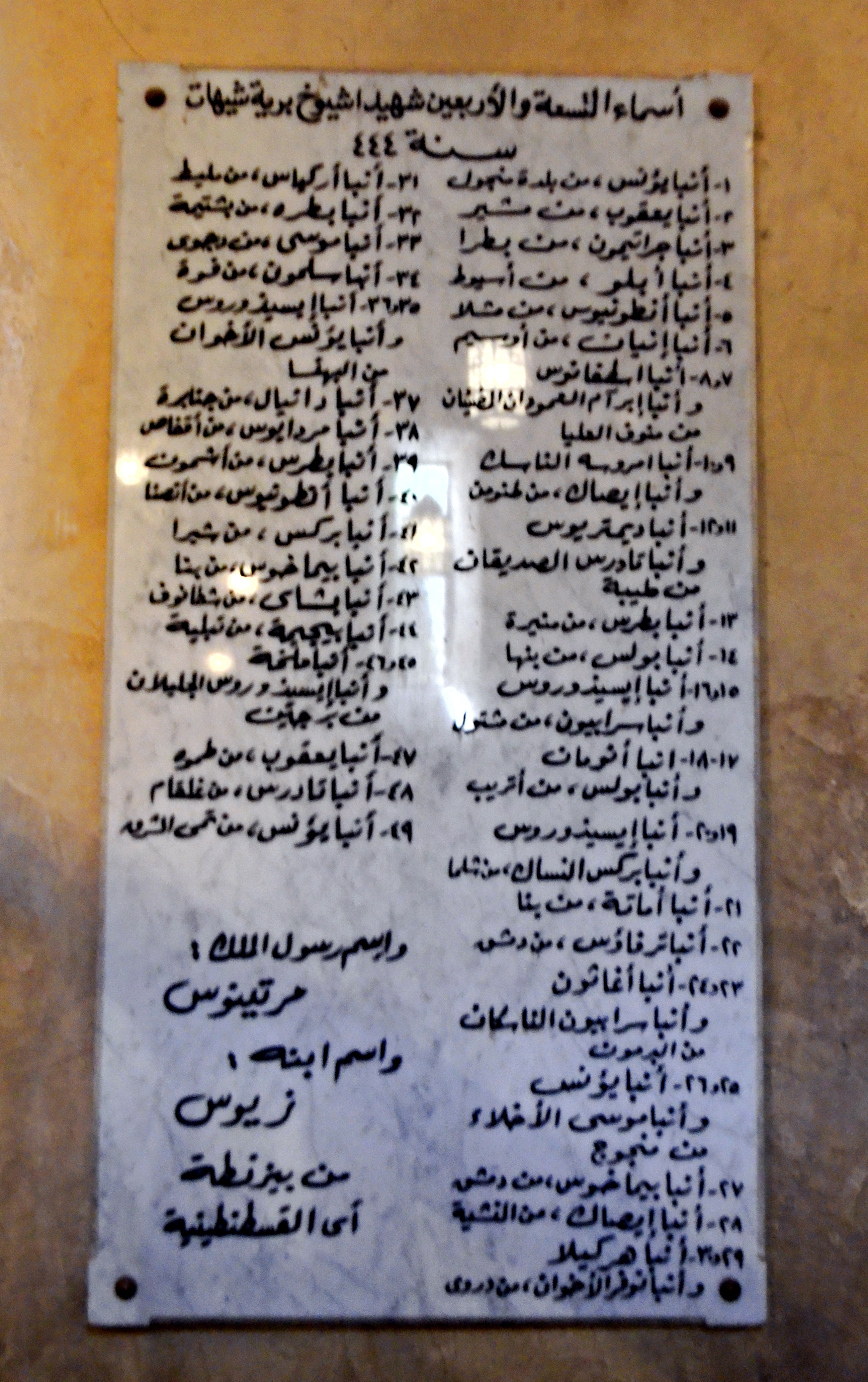
لوحة رخامية تضم أسماء التسعة وأربعون شيخاً الذين قتلوا على يد البربر عام.

لا يمكن تحديد تاريخ محدد لنشأة وبناء دير الأنبا مقار، أو حتى تاريخ بداية التجمع الرهباني بمنطقة الدير، ولكن يمكن اعتبار ظهوره كتجمع رهباني أوّلي في صحراء وادي النطرون بدأ في الثلث الأخير من القرن الرابع الميلادي، وتحديداً بعد وفاة القديسين ماكسيموس ودوماديوس مباشرة عام 384. وبدأ هذا التجمع الرهباني بقلاية واحدة هي قلاية مقار الكبير نفسه، والتي كانت مغارة مسقوفة بالجريد والبردي، وتقع غرب الدير الحالي مكان دير البراموس. ثم تجمع التلاميذ والمريدون حوله، واستقروا بعد بنائهم قلالي أخرى لأنفسهم على مسافات متباعدة من قلاية مقار. ومع كثرة مريدي الرهبنة بالقرب منه؛ هجرهم وذهب إلى مكان الدير الحالي، وبذلك تأسس أيضاً دير البراموس. ومع مرور الوقت وتجمع تلاميذ جدد حوله؛ تم بناء كنيسة لإقامة الصلوات التي يتجمع فيها الرهبان، وكان بجوارها بئر ماء ومخبز وطبخ لإعداد الطعام، ثم تطوّر الأمر وتم بناء مخازن وبيت للضيافة والمائدة التي يتناول فيها الرهبان «وجبة المحبة».

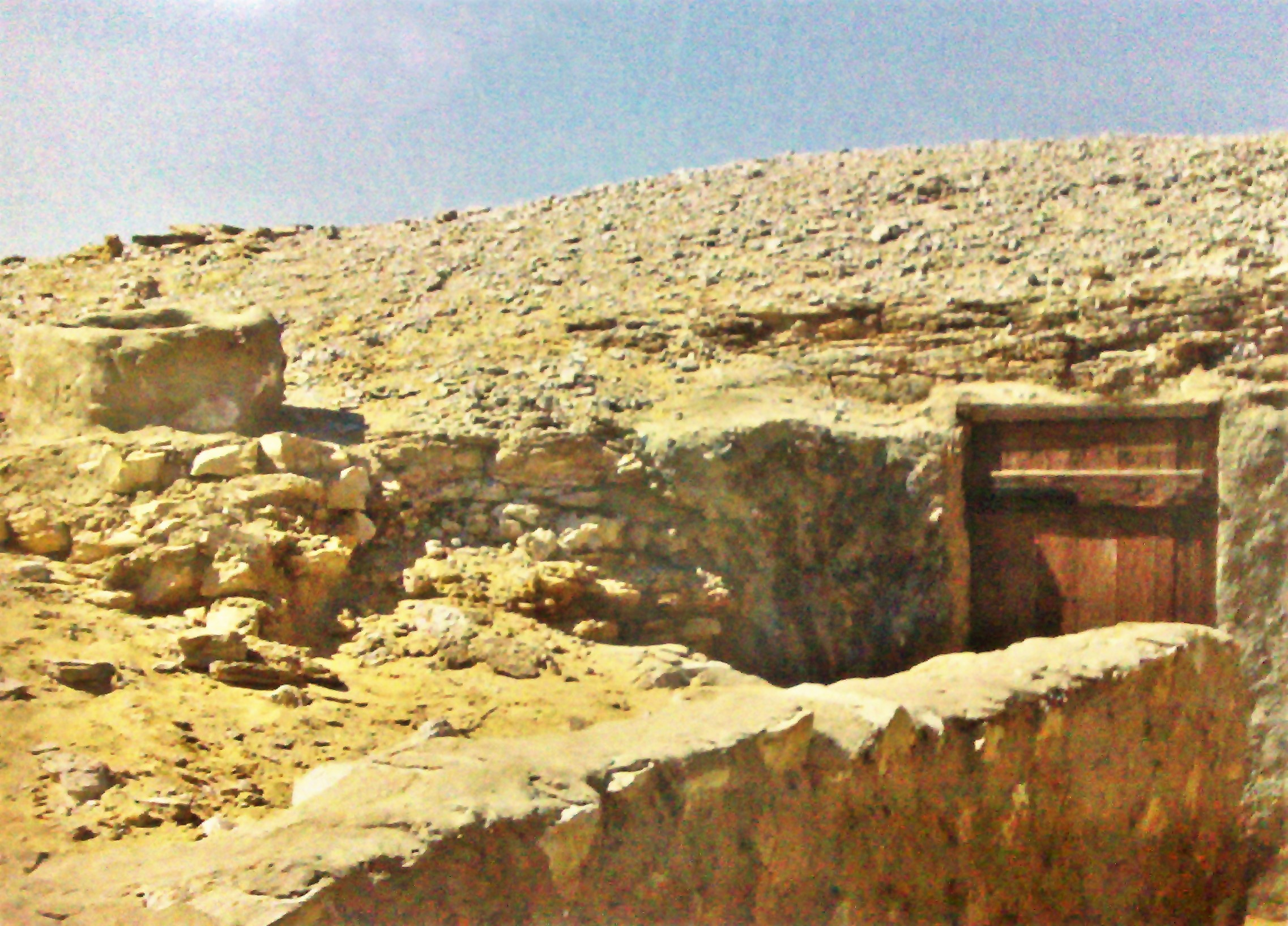
مغارة الأنبا مقار الكبير التي يُعتقد أنه كان يتعبد فيها.

وفي القرن الخامس الميلادي، بدأت غارات البربر على الاسقيط، وكان أولها عام 407، ثم جاءت الغارة الثانية عام 434. وكان من نتائج السلب والنهب والقتل في هاتين الغارتين أن فكرت الجماعات الرهبانية في إقامة أبراج دفاعية يتحصنون بها وقت الغارة، وتكون مزودة بمخازن تحوي القوت الضروري لفترة طويلة، كذلك بئر ماء وكنيسة يصلون فيها. ومن هنا تم بناء أول حصن دفاعي لدير الأنبا مقار بهدف الاحتماء من الأعداء، وكذلك حفظ المقتنيات الهامة كالمخطوطات. وهذا الحصن هو «حصن بيامون» الذي كان قائماً على مسافة قريبة من الدير، والذي بني قبيل حدوث الغارة الثالثة عام 444. ولقد احتمى في هذا الحصن 49 شيخاً قتلوا على يد البربر بجوار الحصن، ودفنوا في مغارة بجوار الحصن، وتم نقل رفاتهم بعد ذلك في القرن السابع إلى الكنيسة التي تحمل اسمهم بالدير.
وفي نهاية القرن الخامس الميلادي، أغدق الإمبراطور الروماني «زينون» بالمال على الأديرة في إطار تصليحات وتوسعات وإنشاءات جديدة بالأديرة، وذلك إكراماً لابنته «إيلارية» التي هربت من قصره واكتشف بعد ذلك إنها ترهبت بوادي النطرون. فظهرت أبراج الحصون والكنائس والمنشوبيات  والمباني ذات الأعمدة الرخامية، وقد أمر الإمبراطور بإعادة بناء كنيسة الأنبا مقار.
وفي النصف الأول من القرن السادس الميلادي، ظهرت كنيسة كرسها البابا ثيؤدوسيوس الأول الذي عادى الحركة الجيانية، وكانت بذلك أولى كنائس وادي النطرون المكرسة باسم العذراء والدة الإله (ثيؤطوكوس) من وجهة نظر المسيحية القبطية الأرثوذكسية. وقد عرفت هذه الكنيسة بالكنيسة الجنوبية، واستخدمت لاحقاً لدفن رفات التسعة وأربعون قتيلاً من شيوخ شيهيت.
وفي نهاية القرن السادس، تخرّب دير الأنبا مقار ضمن التجمعات الرهبانية التي تخربت على يد البربر الذين قاموا بغارتهم الرابعة عام 570 تقريباً، فتضاءل عدد الرهبان، وتُركت هذه التجمعات فارغة ومُهدَّمة، ولم يتم ترميمها إلا بعد الفتح الإسلامي لمصر عام 641. كما تهدمت أجزاء كبيرة من كنيسة العذراء بفعل تلك الغارة. وفي عام 631، عندما زار الدير البابا بنيامين الأول، أمر ببناء كنيسة في وسط الدير على اسم التسعة وأربعين شيخاً من شيوخ شيهيت. وأيضاً أثناء بطريركية الأنبا بنيامين الأول، تم تكريس كنيسة الأنبا مقار  الذي عُرف باسم هيكل بنيامين عام 655 تقريباً. وقد شهد تكريسها تلميذه الأنبا أغاثون  الذي أصبح خليفته. وكانت الكنيسة مُكوَّنة من الهيكل، ثم الخورس المقبب والصحن والجناحين.
وفي القرن الثامن الميلادي، تمّ نقل جسد الأنبا مقار الكبير إلى الدير في تابوت عام 793 في عهد البابا يوحنا الرابع. وكان بالدير حينذاك أيضاً جسد الأنبا مقار السكندري، وانضم إليهم لاحقاً جسد الأنبا مقار أسقف إدقاو في عصر البابا خائيل الثالث. وفي مستهل القرن التاسع، بدأت كل منشوبية تُحاط بسور متوسط الارتفاع يحميها من اللصوص الصغار عابري السبيل، فلم تكن حصوناً لإنها لم تحم هجمات البربر  عام 817، وكانت غارتهم الخامسة.
وفي عهد البابا يعقوب الأول، تم البدء في إنشاء كنيسة باسم القديس شنودة جنوب هيكل الأنبا مقار. كما أُعيد بناء كنيسة الأنبا مقار بعد عام 825 لأنها قد تخربت. وفي عهد البابا يوساب الأول عام 847، بُنيت كنيسة باسم الآباء التلاميذ شمال كنيسة الأنبا مقار. أي أنه قبل منتصف القرن التاسع كان هناك ثلاث كنائس في الدير، هي الكنيسة الكبرى وهي كنيسة الأنبا مقار المعروفة باسم هيكل بنيامين، وكنيسة الأنبا شنودة إلى الجنوب منها، أما كنيسة الآباء التلاميذ فتقع شمال الكنيسة الكبرى، وذُكِر أنه كان هناك كنيسة رابعة عام 853 باسم كنيسة القديس سفيروس، ولا توجد معلومات عنها إلا أنها كانت بعيدة ومعزولة عن الكنائس السابقة.
وفي العام 866 في عهد البابا شنودة الأول، أغار البدو على الأديرة ونهبوا الحجاج الذين كانوا مجتمعين في دير الأنبا مقار. ونتج عن هذا الدمار أن بنى البابا سوراً حصيناً من الحجر حول الكنيسة الرئيسية والكنائس الأخرى ومساكن الرهبان والحصن والبئر والمخازن، كما رمَّم الحصن وبنى قلالي جديدة للرهبان داخل السور، وذلك عام 870. ولقد سقط السور الأمامي بعد منتصف القرن الثامن عشر، وأعيد بناؤه على رقعة تقل قليلاً عن نصف مساحته الأولى، أما المنشوبيات العامرة بالرهبان في المنطقة الواسعة المحيطة بكنيسة الأنبا مقار، فكانت توجد خارج الأسوار، ولقد ظلت مزدهرة وقوية حتى القرن الرابع عشر.

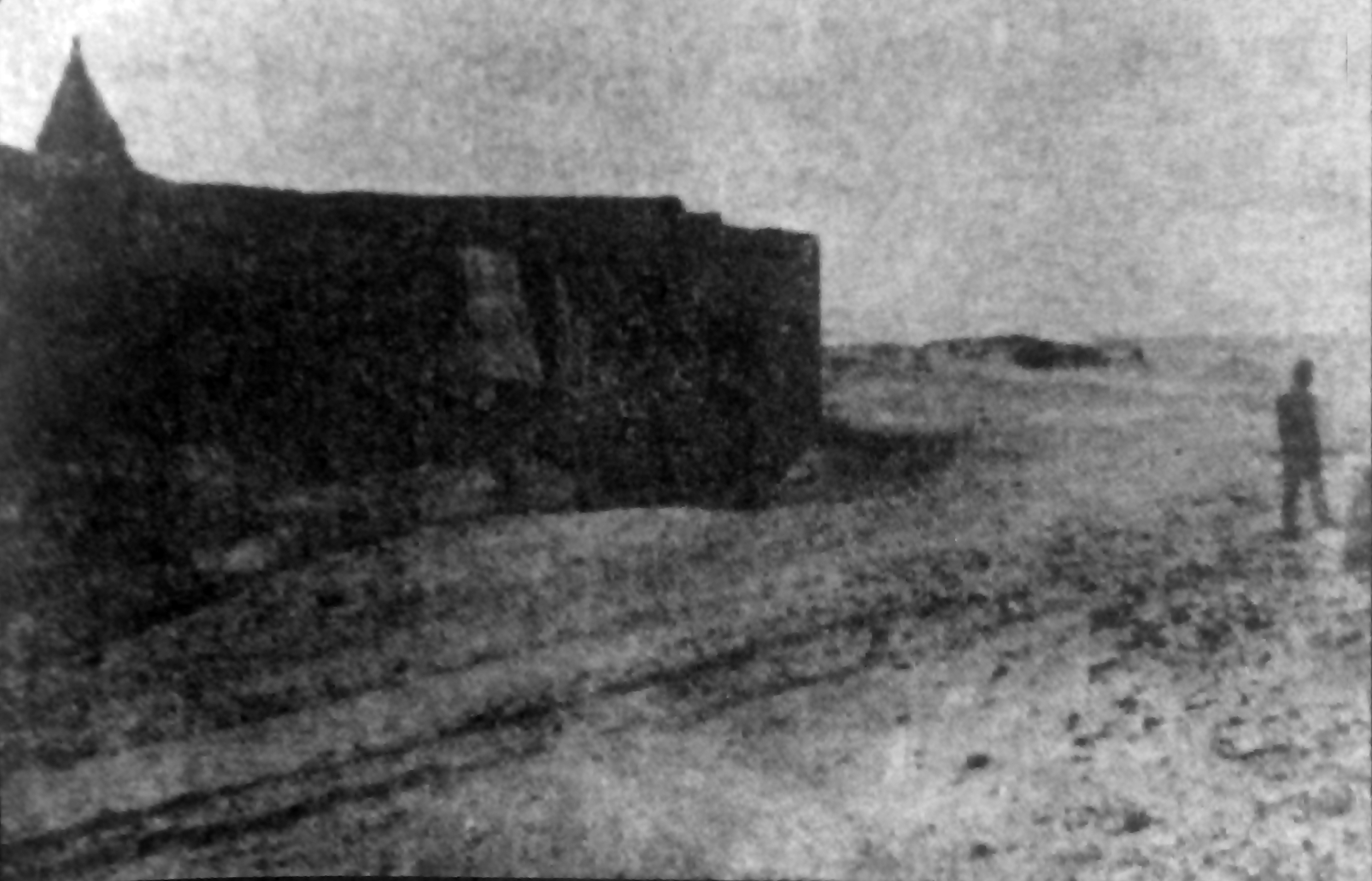
صورة قديمة للدير من الخارج تعود للعام 1935.

وفي عام 884، زار خمارويه بن أحمد بن طولون الدير أثناء بطريركية البابا خائيل الثالث، ودخل كنيسة أبو مقار. وكانت تعتبر أول زيارة لحاكم مسلم لأديرة وادي النطرون منذ الفتح الإسلامي لمصر.
وفي عام 1005، تم بناء كنيسة جديدة جنوب كنيسة الأنبا بنيامين، وسُميت باسم كنيسة الأنبا مقار الجنوبية، وكان من الضروري وقتها بناء هيكل أو كنيسة جديدة باسم الأنبا مقار، لأن الكنيسة السابقة سمُيت باسم الأنبا بنيامين. وفي عام 1069، أغار البربر اللواتيون على الدير والأديرة الأخرى بوادي النطرون بالرغم من وجود الأسوار والتحصينات، ولكنهم لم يلحقوا الضرر بالمنشآت مثلما فعلوا سابقاً. وبعد ذلك عام 1172، جدد البابا مرقس الثالث عمارة سور الدير.
وقد زار الدير الملك الظاهر بيبرس البندقداري سنة 1264. كذلك زار الدير البابا بنيامين الثاني عام 1330 وهو في طريقه إلى دير الأنبا بيشوي، وذلك لإصلاحه بسبب سقوط أخشابه بسبب النمل الأبيض. وفي حوالي عام 1413، تم نقل جسد الأنبا يوحنا القصير من ديره إلى دير الأنبا مقار، وذلك إثر تداعي سقفه وسقوطه بسبب النمل الأبيض. وبعد ذلك بدأت الحياة الرهبانية في صحراء وادي النطرون بالانهيار تدريجياً، حتى بدأت حركة ترميم دير الأنبا مقار عام 1929.

## الوصف العام والمنشآت غير الدينية

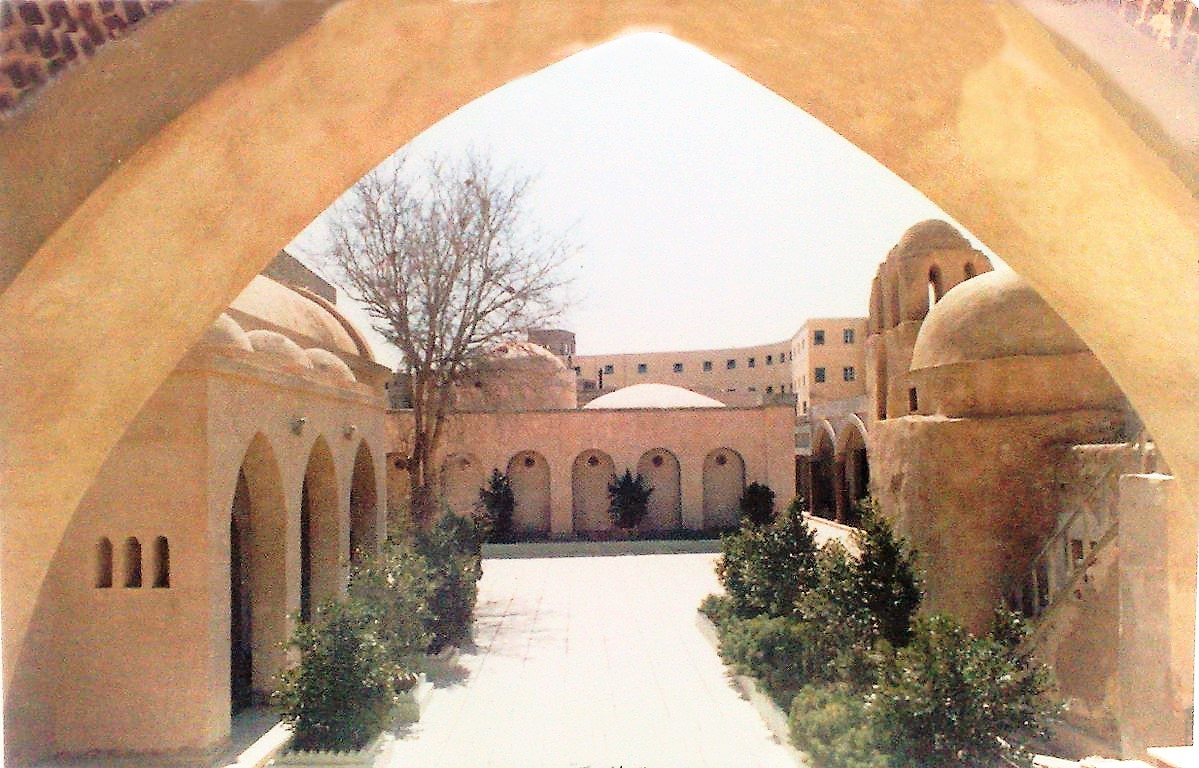
البوابة المؤدية إلى الكنائس الثلاثة بالدير، وهي: كنيسة الأنبا مقار، وكنيسة أباسخيرون، وكنيسة الشيوخ.

تبلغ مساحة مباني دير الأنبا مقار الرئيسية أقل من فدانين، بينما تبلغ مساحة الدير الإجمالية 2,700 فدان؛ أي 11,340,000 متر مربع تقريباً. وله شكل مستطيل أقرب إلى المربع، وقد وصلت مساحته الإجمالية بعد الإضافات الحديثة والتجديدات إلى حوالي ثماني أفدنة، ومعظم هذه الإضافات هي أراض مستصلحة حديثاً.
وينقسم الدير من الداخل إلى قسمين متساويين تقريباً بواسطة مجموعة من المباني اتجاهها العام من الشرق إلى الغرب. والقسم الشمالي له شكل رباعي ويشمل فناءً مفتوحاً يتوسطه بئر لم يعد ماؤه صالحاً، كذلك ساقية من الطوب الأحمر أقيمت عام 1911. ويحد الجانبين الشرقي والشمالي للفناء صفان من القلالي وكنيسة الأنبا مقار، كذلك أقيم قصر الضيافة إلى الشرق مع صف حديث من القلالي. أما غرب الفناء فتوجد كنيسة التسعة وأربعين شهيداً من شيوخ شيهيت، وبجانبها توجد حجرة أو قلاية تُعرف بقلاية الميرون، وكان يطبخ بها زيت الميرون قديماً. وفي القسم الجنوبي من الدير يظهر الحصن، وفي أسفل حائطه الجنوبي يظهر مدفن للرهبان المسمّى الطافوس، أما في ناحيته الشمالية فتظهر كنيسة أباسخيرون، أما غرباً فتوجد حجرة المائدة.

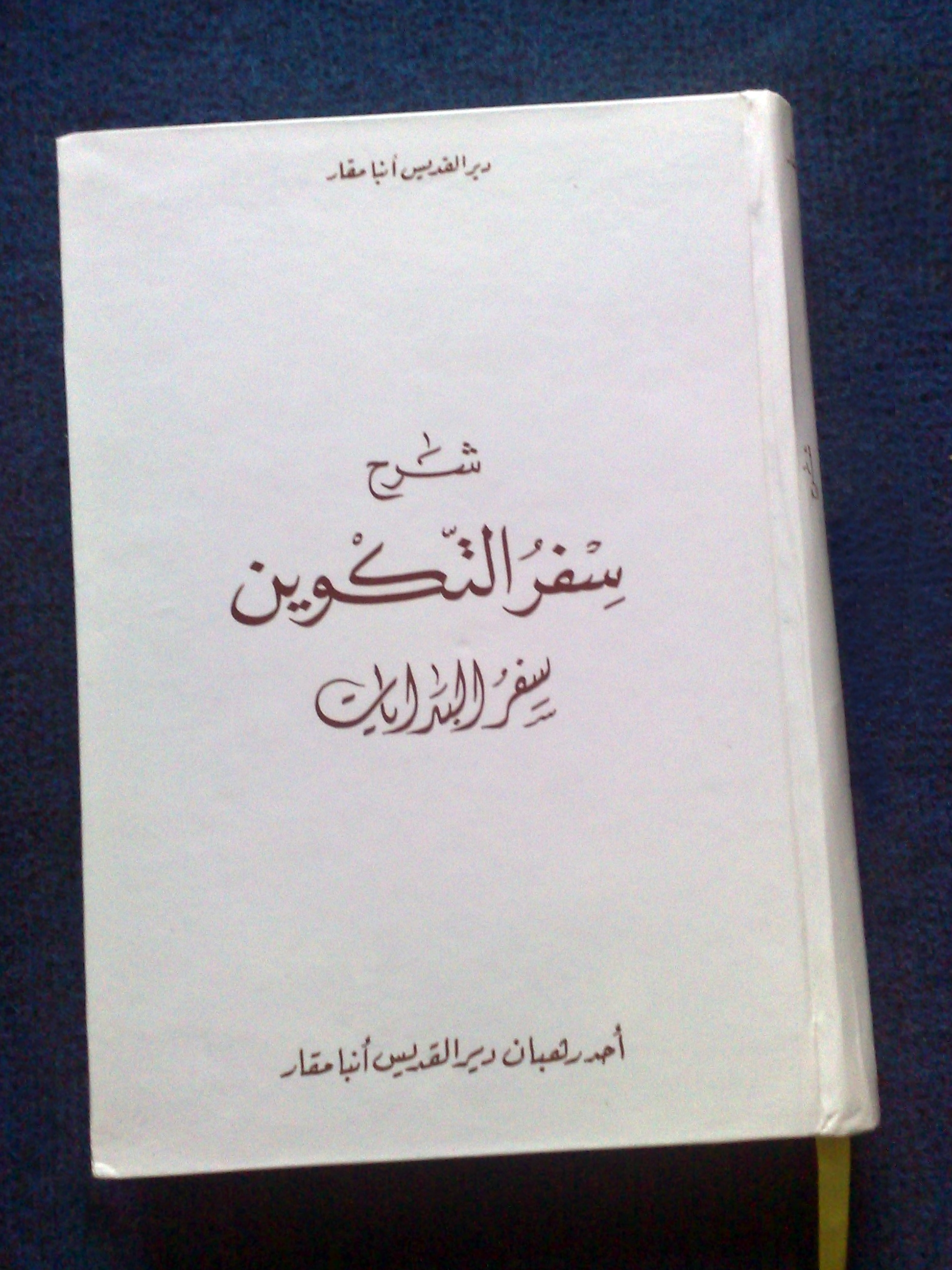
إحدى مطبوعات الدير.

وفي عهد البابا شنودة الثالث -البابا 117- أقيمت 16 مجموعة قلالي جديدة، كل مجموعة تحتوي على ست قلالي. كما أقيمت مائدة جديدة ألحق بها مطبخ حديث، ومكتبة تُعتبر أكبر مكتبة ديرية لحفظ ما تبقى من المخطوطات والكتب النادرة. وقد أٌلحق بالجهة الشمالية من المكتبة مخزن متحفي، وتعرض فيه القطع الرخامية التي عُثر عليها أثناء تجديد الدير مثل الأعمدة وتيجانها وقواعدها ولوحات المذبح التي تعتبر من أندر القطع في العالم، هذا بالإضافة إلى أحواض اللقان والأواني الفخارية والخزفية الملونة.
وحديثاً أصبح الدير يحتوي على مستشفى صغير ملحق به صيدلية في الجهة الجنوبية، كذلك توجد مطبعة خاصة بالدير تطبع مؤلفات الرهبان؛ وتصدر مجلة مرقس الشهرية. هناك أيضاً محطة توليد كهرباء خاصة للدير وملحقاته ومساكن عمال مزرعة الدير، والمزرعة هي أراضي مستصلحة حديثاً محيطة بالدير منذ أن أهدى الرئيس السابق «محمد أنور السادات» 1,000 فدان للدير لأجل استصلاحها، وتنتج المزرعة أنواعاً كثيرة من المحاصيل كبنجر السكر والتين والشمام والزيتون والبلح. كذلك هناك قسم للإنتاج الحيواني وتربية الأبقار والدواجن. الدير يمتلك أيضاً أراضي في الساحل الشمالي الغربي المصري على طريق الإسكندرية - مرسى مطروح.

### القلالي

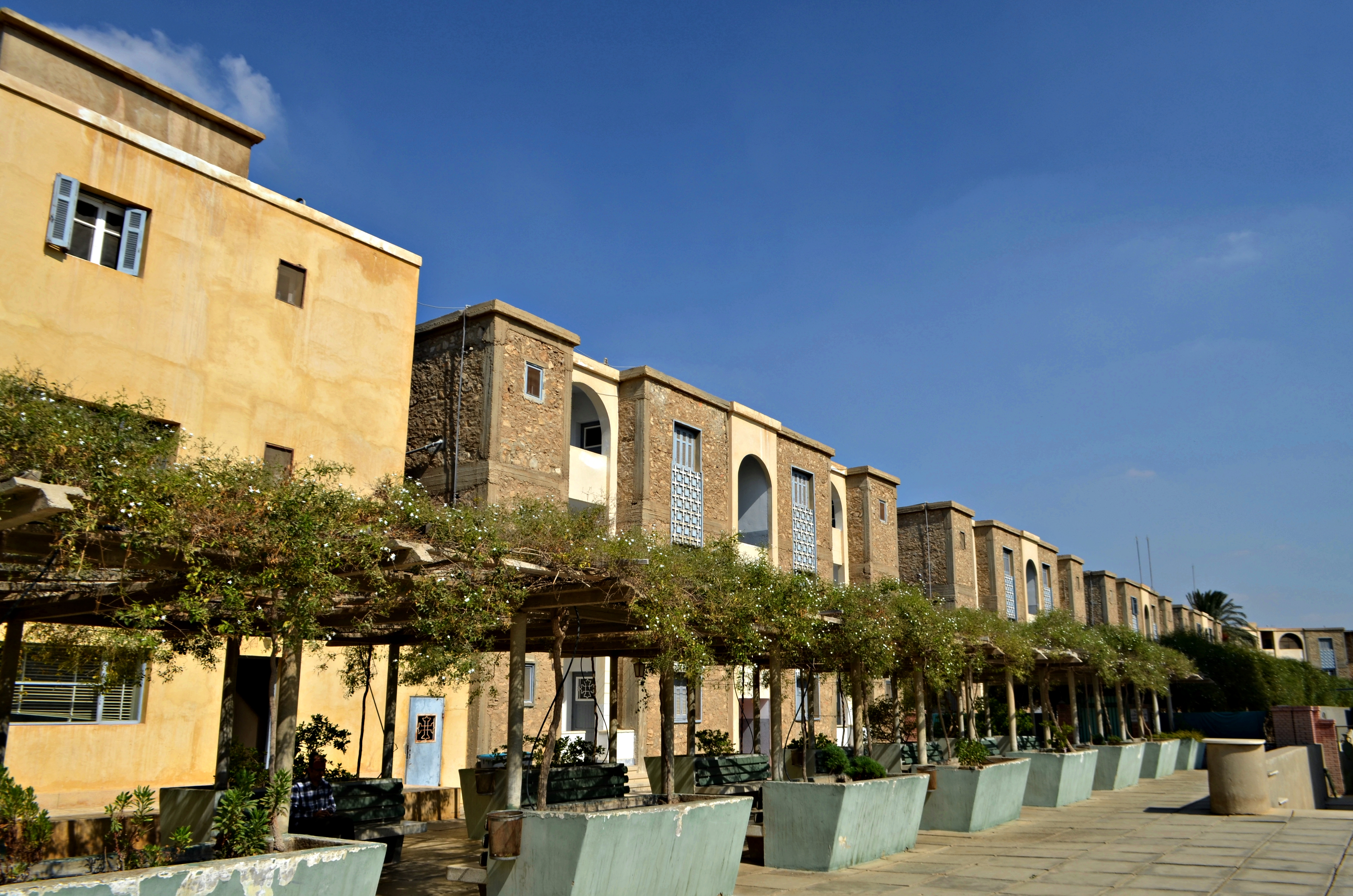
قلالي الرهبان إلى اليمين من مضيفة الدير.

القلالي هي مساكن الرهبان، وبالدير يوجد العديد من القلالي التي بُنيت حديثاً. ومن بين القلالي في هذا الدير تلك التي تحيط بالفناء في الجهات الغربية والشرقية والشمالية. وهي عبارة عن مجموعات من ست أو سبع قلالٍ مقامة بمستوى الأرض، وكل منها عبارة عن حجرتين، واحدة داخلية وأخرى خارجية. ويرجع تاريخ صف القلالي الشمالية إلى القرن السادس عشر أو السابع عشر. وصف القلالي الشرقية يُرجّح إنها بُنيت في القرن الثامن عشر الميلادي. وفي النهاية الجنوبية من صف القلالي التي تقع في مواجهة المدخل، يوجد بناء صغير يسمَّى بقلاية البطريرك، ويرجع تاريخها إلى القرن السادس الميلادي. كما توجد حجرة موازية لها يُقال أن أجساد الشيوخ التسعة وأربعين الذين قتلوا في غارة البربر كانت محفوظة فيها، إلى أن بُنيت كنيستهم الحالية. وتوجد بالدير قلالي تم الإبقاء عليها كنموذج لقلايات القرن الثامن عشر، وتقع جنوب كنيسة الأنبا مقار.

### المائدة

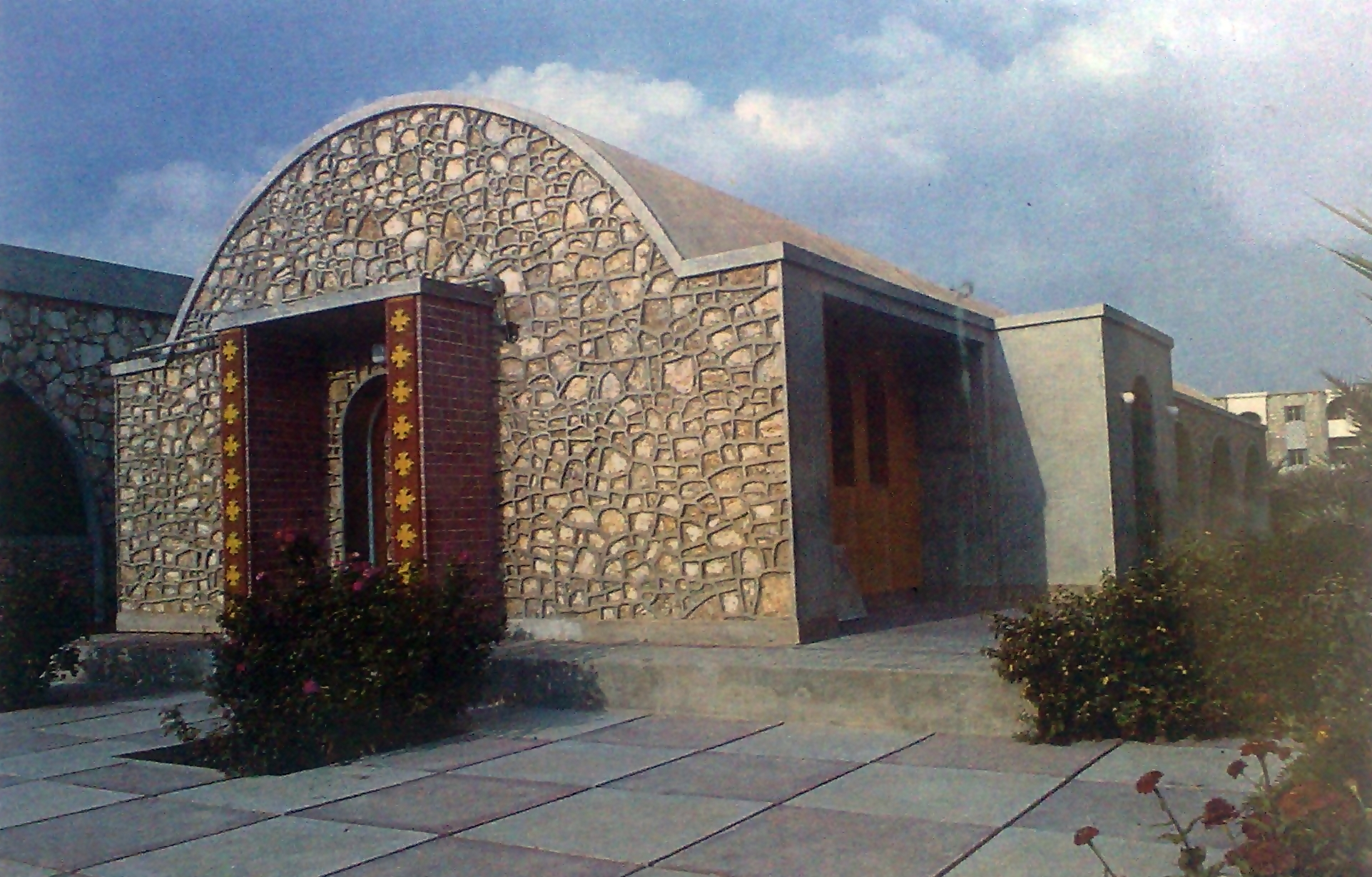
الواجهة الشرقية للمائدة الحديثة، حيث يجتمع فيها الرهبان الساعة 12 ظهراً لتناول وجبة اليوم معاً.

هي مطعم الرهبان بالدير، ويمكن دخولها عن طريق باب يوجد في طرفها الشمالي الغربي والتي يرجع بناؤها للقرن الحادي عشر أو الثاني عشر الميلادي.
وموقع هذه المائدة يعتبر شاذاً في هذا الدير، إذ أنها في كل الأديرة تكون متصلة بالحائط الغربي للكنيسة. وهناك احتمال أن هذه المائدة كانت متصلة قديماً بكنيسة أباسخيرون القليني، وكان حجمها قبل أن تتهدم ويعيد الرهبان بناؤها -في القرن الحادي عشر أو الثاني عشر- أضعاف الحجم الحالي.

### السور وملحقاته

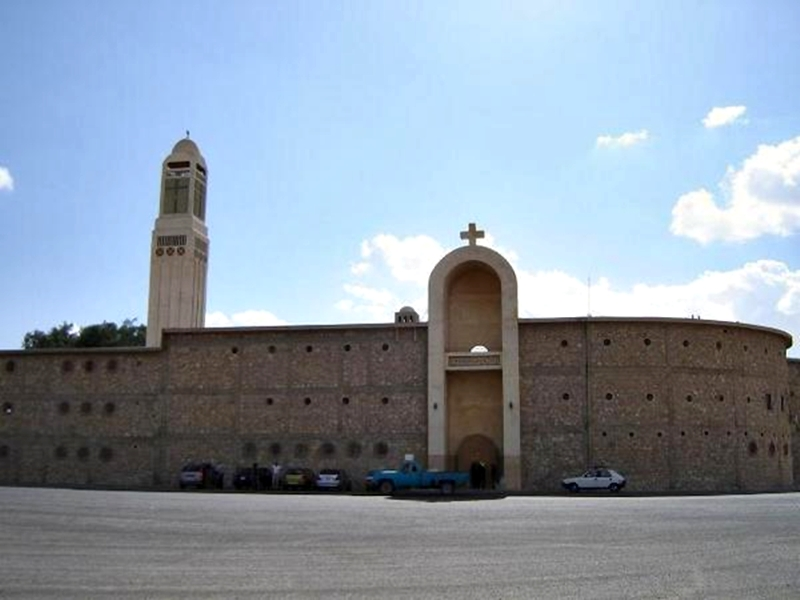
سور الدير وبه إحدى بواباته.

كان الدير مُقاماً على مساحة رباعية الشكل غير منتظمة تحيطها أسوار عالية يبلغ متوسط ارتفاعها 14 متر، أما عرض السور عند مدخل الدير فكان لا يقل عن 3.5 أمتار. وقد كانت خالية من أي نقوش فيما عدا صليب كبير منقوش على طبقة بياض الواجهة الخارجية للسور الجنوبي. ولقد انحسرت مساحة الدير إلى النصف بعد تهدم السور الشمالي والسور الشرقي، وكان ذلك في وقت كان عدد رهبان الدير قليلاً مما أدى إلى الاستغناء عن المساحة الأصلية للدير وإعادة بناء السورين الشمالي والشرقي في حدودهما الحالية. وربما يكون هذا التغيير قد حدث قبل عام 1330، وهناك إشارة إلى ذلك في وصف زيارة البابا بنيامين الثاني للدير، وعبوره من مدخل الباب المزود بعقد الذي ما زال باقياً من الدير القديم.

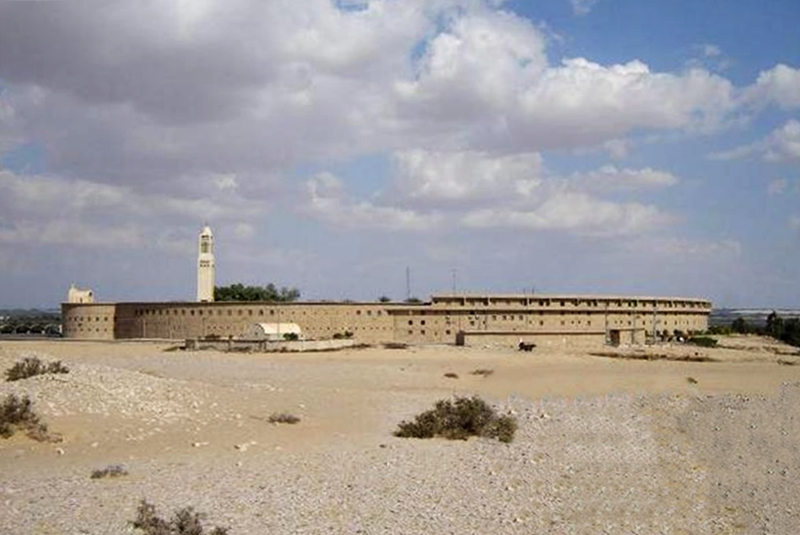
السور المحيط بالدير.

ويوجد في السور الشرقي للدير مدخلان، وذلك غريب إذ أنه من المعتاد أن يوجد مدخل الدير في السور الشمالي، ولقد وجد متى المسكين -عند ترميم الدير عام 1969- بين طبقات الأسوار القديمة المتوالية على مدى العصور المختلفة الباب الأصلي الأثري للدير في سوره الشمالي مزود بعقد من الطوب الأحمر، ولكنه كان مُفككاً. ونظراً لأن وجود مدخلين أمر غير عادي في الأديرة؛ فمن المرجح أن المدخل الأول كان يؤدي إلى صوامع الحبوب والمخازن حيث كانت منافع الدير تشغل المساحة الجنوبية داخل الأسوار، أما المدخل الآخر فكان مخصصاً للمواكب الاحتفالية في كنيسة الأنبا مقار. وما زالت توجد إلى الآن حجرة المطعمة فوق هذا المدخل الشمالي في السور الشرقي، بينما لم يبق شيء من مبنى الحراسة. والقبة الحالية التي تغطي المدخل فهي مبنية من الطوب الأحمر، وترجع إلى العام 1911. والجدير بالذكر أن المدخل الجنوبي في السور الشرقي -المسدود حالياً- ما زال يوجد به آثار قلاية خربة في جهته الشمالية كان يغطيها قبة نصف كروية، ويُحتمل أنها كانت مسكن للراهب حارس البوابة.

### الحصن

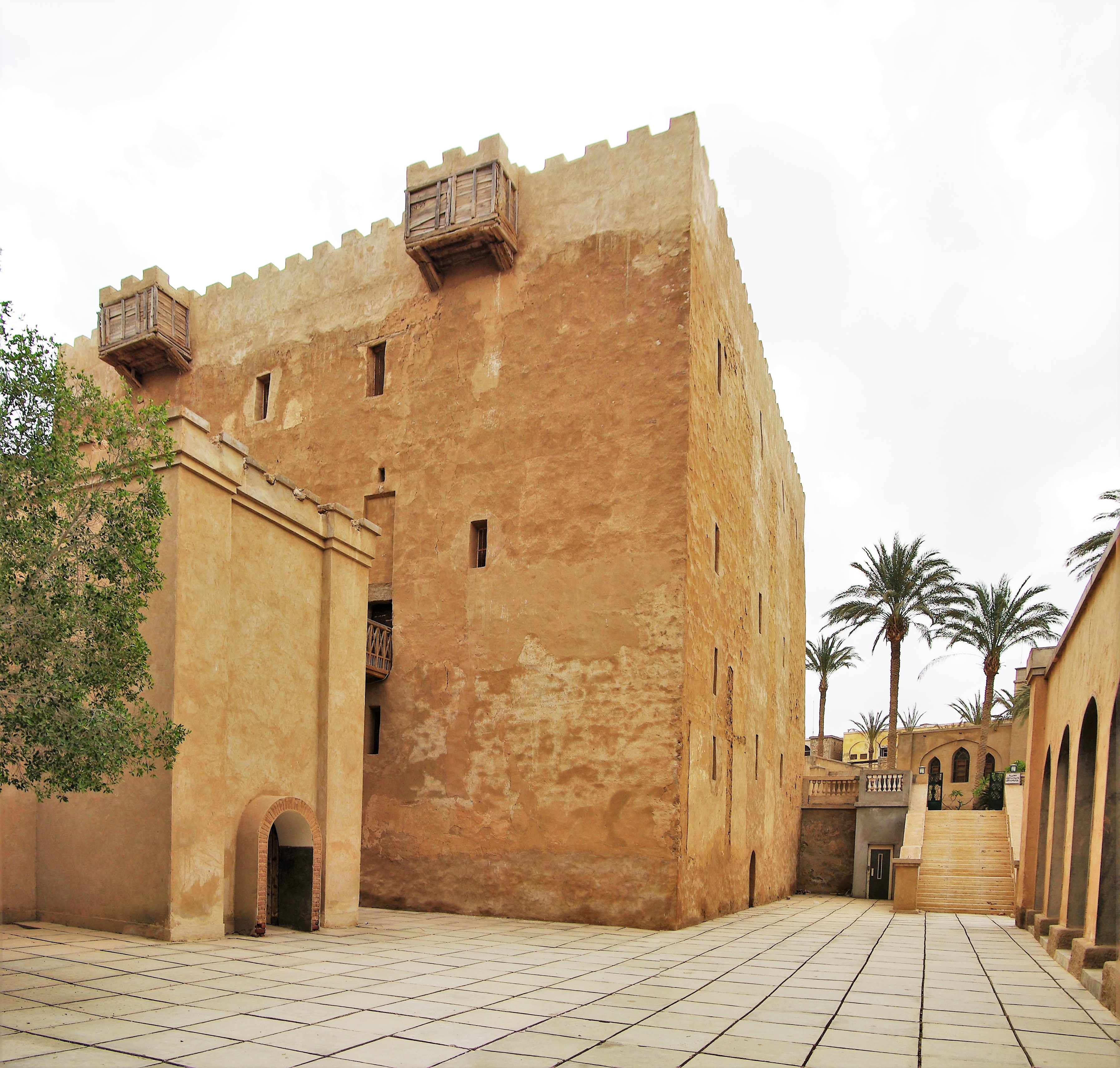
حصن الدير الذي كان يلتجئ إليه الرهبان من غارات البربر.

حصن الدير عبارة عن بناء مربع الشكل طول ضلعه الواحد 21.5 متر، وارتفاعه 16 متر، وجدرانه مبنية من كتل حجرية ضخمة غير مصقولة، ومكسُوَّة من الخارج بطبقة من الجص.
ويرجع تاريخ إنشاء هذا الحصن ككل محصورة بين عاميّ 1069 و1196، والدليل على ذلك أن آخر تدمير تعرضت له حصون أديرة وادي النطرون كانت بسبب غارة البربر اللواتيين عام 1069، كما وُجِد مخربش سرياني على الجدار الجنوبي لكنيسة الملاك ميخائيل بالحصن، ويرجع تاريخه للعام 1196.
والسمات المعمارية لهذا الحصن ترجع إلى القرن الحادي عشر الميلادي تقريباً، فالعقود مشابهة في شكلها وبنائها بالآجُر لعقود مسجد الحاكم بأمر الله بالقاهرة، أما القباب فهي مماثلة للقباب في مصر العليا في مقابر البجوات بواحة الخارجة، وأيضاً مماثلة لقباب حجرات الطابق الأرضي بحصن دير العذراء - السريان بوادي النطرون.
يتكون الحصن في دير الأنبا مقار من ثلاثة طوابق، طابق أرضي وطابقين علويين، وينقسم كل طابق إلى قسمين: القسم الشرقي ويشمل ثلثي مساحة الطابق، والقسم الغربي يشمل الثلث الباقي من المساحة. ويفصل القسمين ممر يمتد في اتجاه شمالي - جنوبي، ويستخدم في الوصول إلى الحجرات المختلفة في كل طابق.
الطابق الأرضي يحتوي على ثلاث حجرات شرقية كبيرة ومزدوجة، وتنقسم كل حجرة إلى قسمين متساويين بواسطة دعامتين كبيرتين من الأحجار الضخمة تحمل كل منهما عقداً مدبباً مبنياً من الطوب الأحمر. ويغطي كل قسم من الأقسام الستة قبو نصف دائري من الطوب. ويُحتمل أن هذه الحجرات كانت تُستعمل كمخازن للحبوب، أما الحجرات الغربية فكانت إحداها تحتوي على معصرة للزيوت.
الطابق الأول يوجد في الجهة الشمالية منه المدخل الوحيد للحصن، وهو عبارة عن باب صغير مستطيل لا يستعمل الآن. والجسر المتحرك التي كانت قديماً توصل للمدخل تم تثبيتها حالياً، كما أضيف إليها درابزين خشبي لتأمين سلامة الزائرين أثناء عبورهم عليها. وينتهي الطابق الأول من الجنوب بارتداد قصير ناحية الغرب فيه المرحاض. ويضم القسم الشرقي لهذا الطابق كنيسة العذراء، أما القسم الغربي فيحتوي على ثلاث حجرات يمكن دخولها عن طريق مدخل وحيد يقع قرب نهاية الجنوبية للدهليز. وتحتوي الحجرة الوسطى منهم على معصرة النبيذ الوحيدة الباقية بالحصن. كما يوجد في هذا القسم حجرة سرية تستعمل الآن كمخزن للأواني غير المستعملة. أما الطابق الثاني كان يحتوي يوماً ما على مكتبة الدير، ويحتوي الآن قسمه الشرقي على ثلاث كنائس، يفصل بينهما الجدران.

## كنائس الدير
يحتوي الدير دون الحصن على ثلاث كنائس من إجمالي سبعة، وهي: كنيسة الأنبا مقار، وكنيسة أبا سخيرون، وكنيسة الشيوخ.

### كنيسة الأنبا مقار

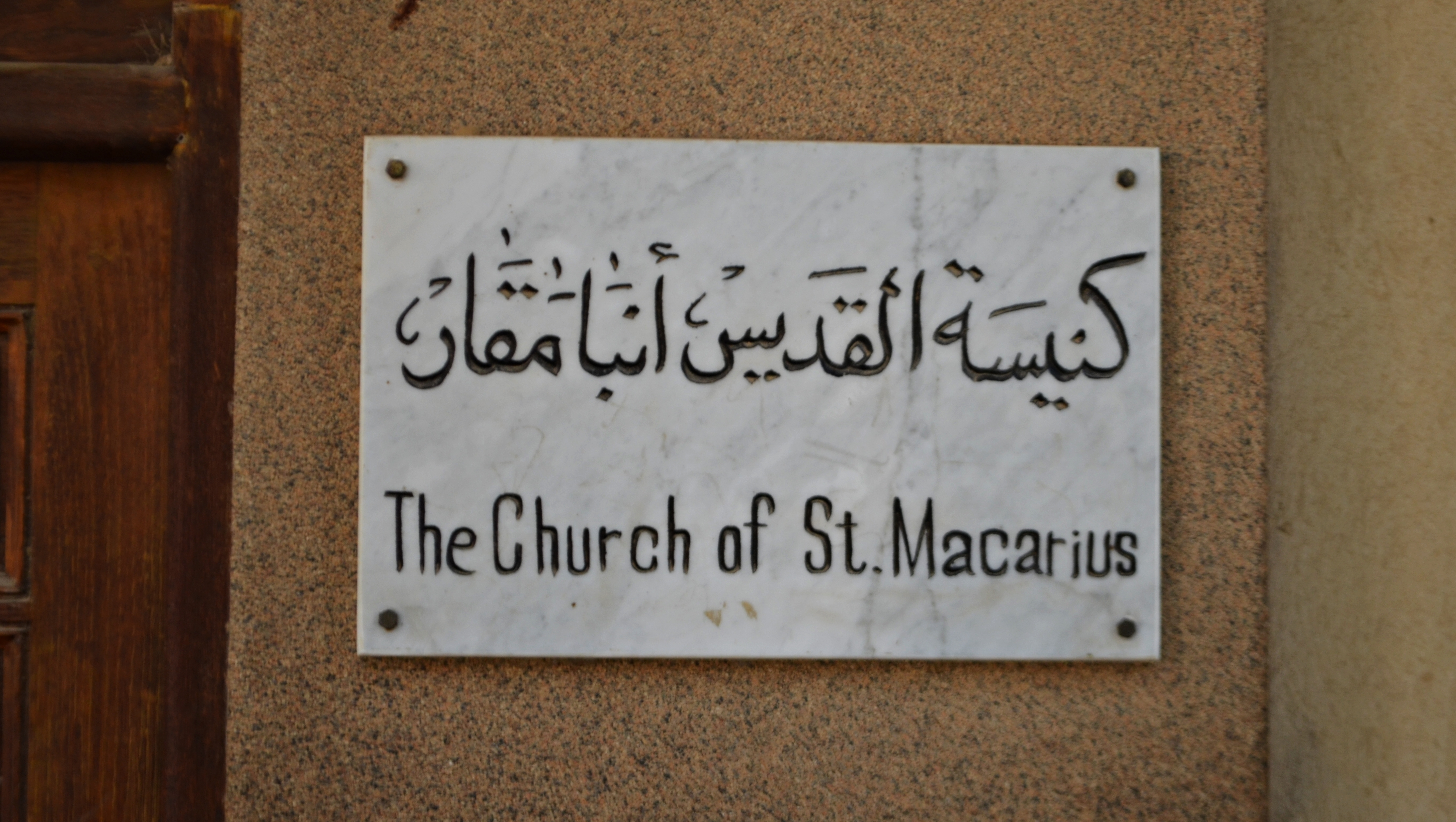
لافتة كنيسة الأنبا مقار الرخامية.

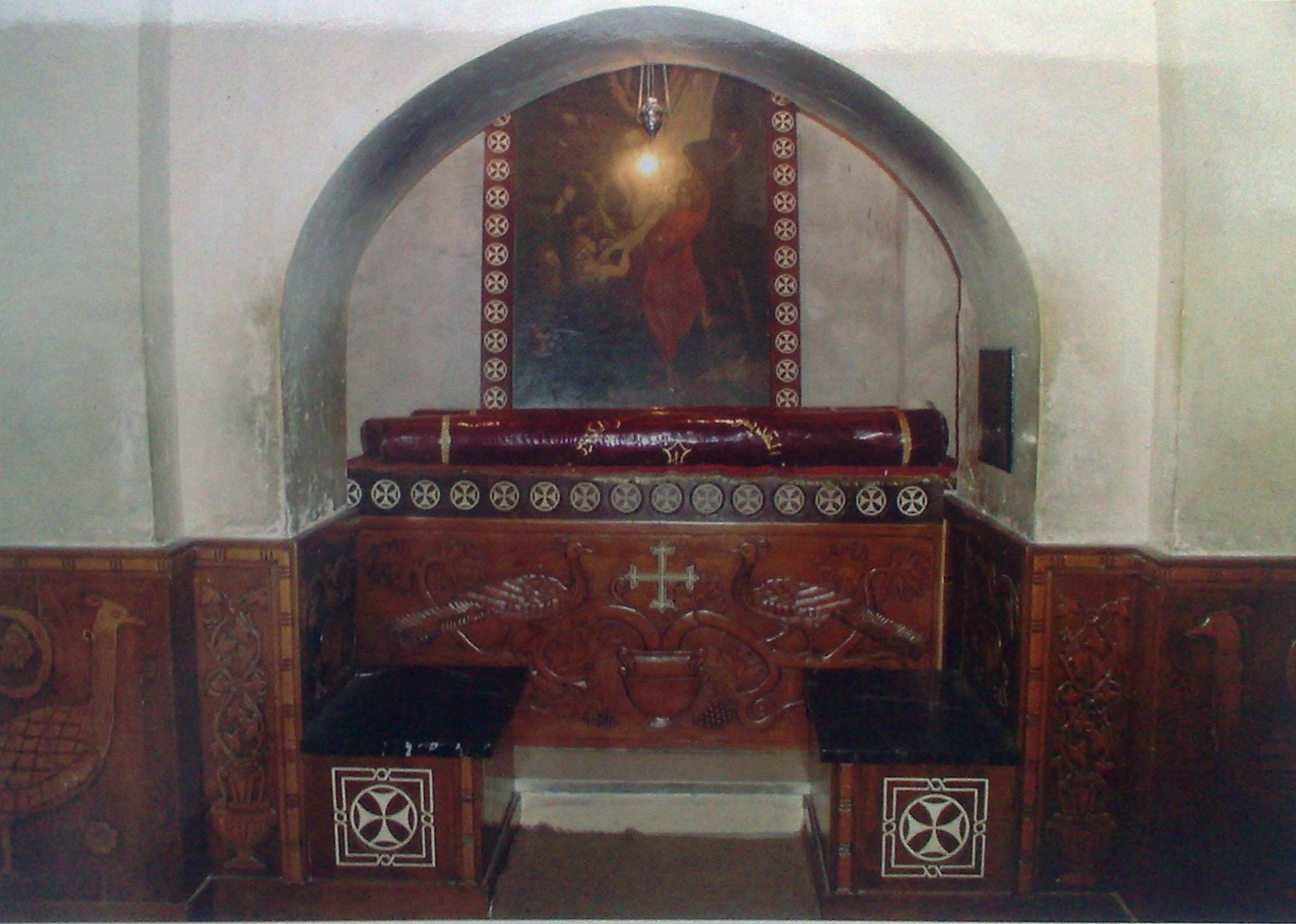
مقصورة رفات القديسين بالكنيسة، وتشمل:بالأعلى: رفات المقارات الثلاثة موضوع كل منهم في أنبوب.
بالأسفل: رفات تسعة بطاركة في الصندوق الخشبي.

وهي الكنيسة الرئيسية الكبرى بالدير، وتتكون من خورس مستعرض يمتد من الشمال إلى الجنوب، وثلاثة هياكل. ومبنى الكنيسة هو بقايا مبنى قديم أكبر منه حالياً. وبين عاميّ 1976 و1978، تم إضافة هيكل إلى الجنوب من قلاية المجلس باسم هيكل الثلاثة فتية، له نفس شكل واتساع الهيكل الأوسط. وكان في القرنين الثاني عشر والرابع عشر الميلاديين يوجد أربعة هياكل، اثنان جهة الشمال، واثنان إلى الجنوب من قلاية وسطى كانت تُستخدم كغرفة مجمع. وفي العام 1929، تم إضافة صحن الكنيسة ومنارة الدير الحالية، أما الهيكلين الأوسط والشمالي فيرجعان إلى العصور الوسطى، وهما مُكرَّسان بالترتيب على اسم كل من الأنبا بنيامين ومرقس الرسول، أما الهيكل الجنوبي فعبارة عن «قلاية المجلس» التي كانت تتوسط الهياكل قديماً.
الخورس في هذه الكنيسة رباعي الشكل، وهو من الطراز المألوف في الكنائس القبطية، وبالحائط الغربي للخورس يوجد بابان حديثان كان يعلوهما عقدان واسعان يؤديان إلى الحصن القديم، وقد تعدل الخورس بالكامل تقريباً بعمل أعمدة وعقود بالخرسانة المسلحة لتقويته. والجدير بالذكر أن صندوق أجساد المقارات الثلاث الخشبي قد نقل إلى كنيسة أبا سخيرون حيث يُحتفظ به رفات يوحنا القصير، أما أجساد الثلاث مقارات فمحفوظة مع أجساد البطاركة في مقصورة جديدة في الخورس الثاني من الكنيسة.

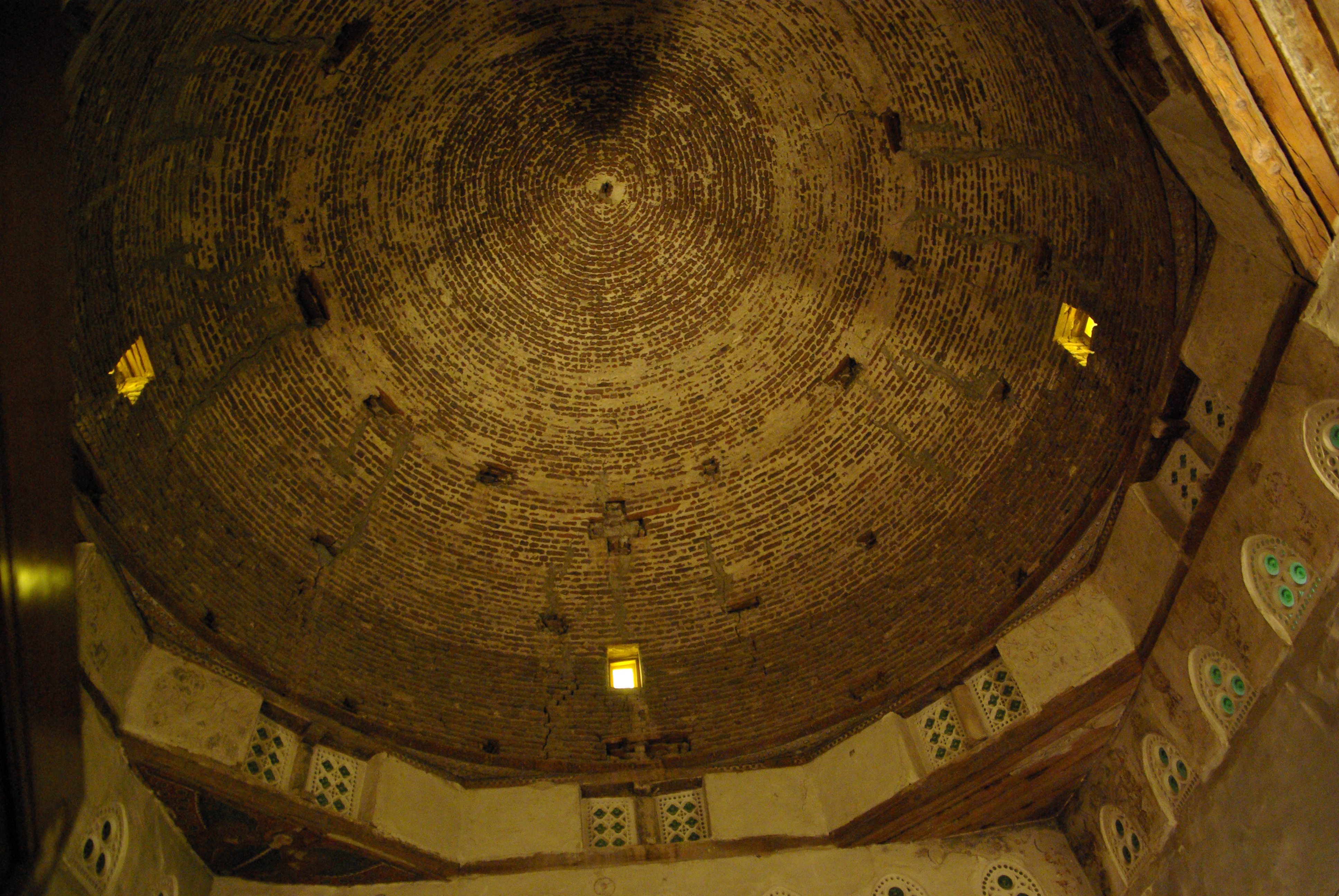
قبة هيكل الأنبا بنيامين.

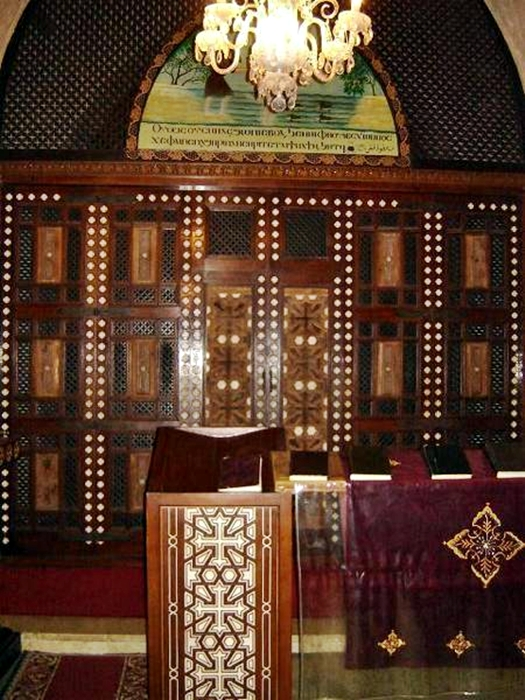
حجاب الهيكل الشمالي المُسمّى بهيكل يوحنا المعمدان بكنيسة الأنبا مقار.

الهيكل الأوسط بالكنيسة يسمّى بهيكل الأنبا بنيامين، ويعلوه عقد متسع عالي مدبب قليلاً في وسطه، وفي عام 1911 تم البدء في بناء أكتاف للتدعيم، لأن القبة الرئيسية للهيكل كانت قد تصدعت من ناحيتها الجنوبية. وحجاب الهيكل الحالي به حشوات وأبواب من الحجاب القديم الذي يرجع إلى القرن الحادي عشر أو الثالث عشر الميلادي. وهذا الهيكل له شكل مربع، وتغطيه قبة من الطوب الأحمر. والمذبح الحالي مُغطى بلوح رخامي. وفي الحائط الشرقي لهذا الهيكل يوجد الدرج، ويتكون من ثلاث درجات تمتد بطول الحائط.

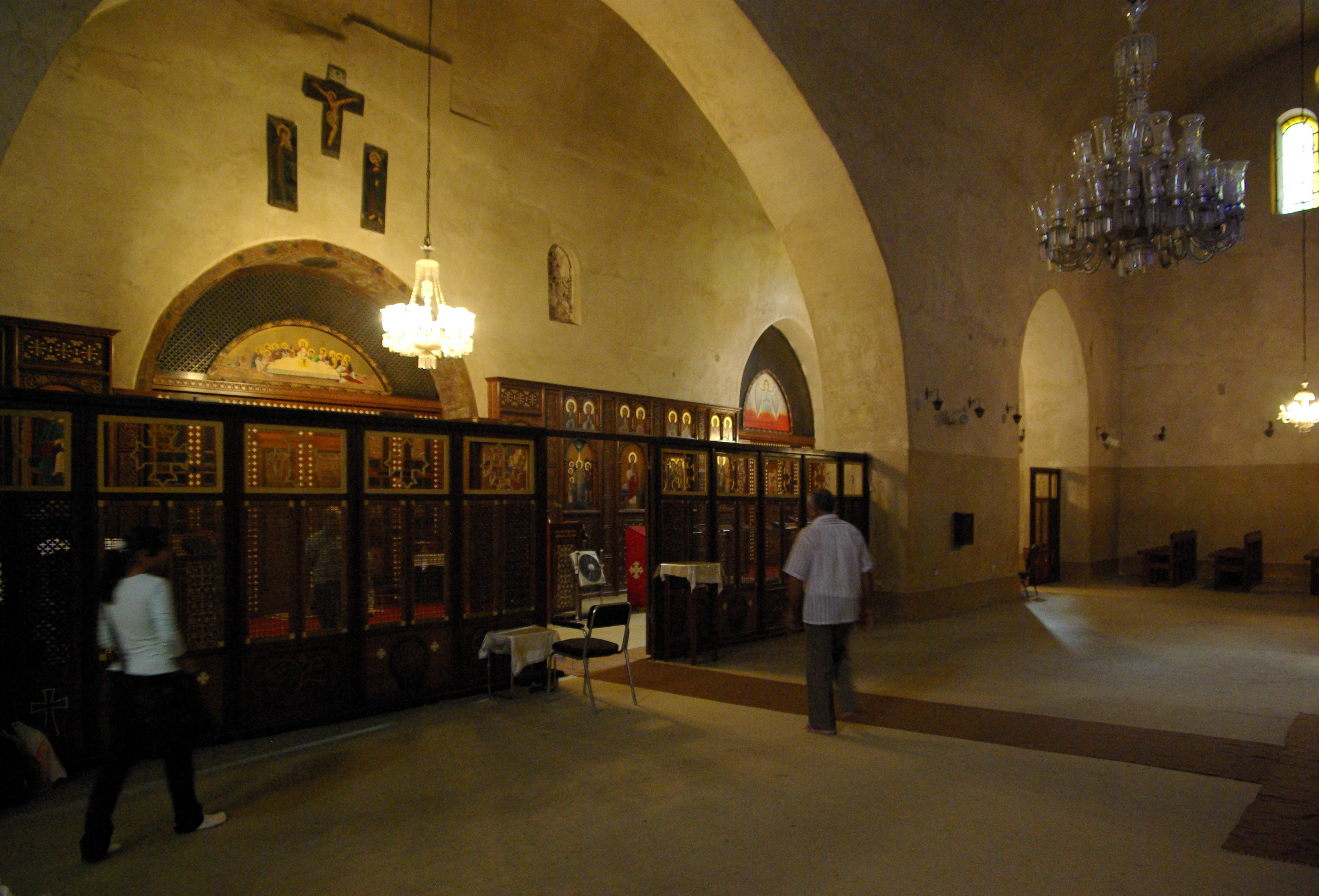
هيكل الأنبا بنيامين، وهو الهيكل الأوسط.

الهيكل الجنوبي أو قلاية المجلس عبارة عن قلاية طويلة ضيقة يغطيها سقف خشبي، والجدار الشرقي لا يظهر به أية حنايا أو تجاويف، وقد انشأ هذا الهيكل البابا زكريا الأول، وهو يُستعمل الآن كمخزن لأدوات الكنيسة.
الهيكل الشمالي الحالي هو «هيكل مرقس الرسول»، ويُسمّى أيضاً بهيكل يوحنا المعمدان وأليشع النبي، وهو مربع الشكل ويعود إنشاؤه إلى القرن الحادي عشر الميلادي، ومدخل هذا الهيكل عبارة عن عقد متسع مدبب يفتح من الملحق الغربي إلى الهيكل. وفي عام 1975، تم عمل حجاب جديد للهيكل به الحشوات القديمة الفاطمية الطراز، وأقيم في العقد الخارجي للهيكل أي في بداية خورس الهيكل الشمالي. ويغطي الهيكل قبة حديثة منذ عام 1912 على قاعدة مثمنة مناسبة لشكل الهيكل المربع. أما المذبح فهو قائم على أرضية مرتفعة عن باقي أرضية الهيكل.

### كنيسة الشهيد أباسخيرون
هذه الكنيسة مُكرّسة على اسم الشهيد أباسخيرون القليني المنسوب لمدينة قَلّين جنوب شرق مدينة دسوق شمال دلتا النيل. وهذه الكنيسة من طراز الكنائس القصيرة، وتحوي صحناً وخورساً وثلاثة هياكل.
بالنسبة للهياكل الثلاثة، فالهيكل الأوسط حجابه حديث يرجع لسنة 1866، ويغطي الهيكل قبة منخفضة قائمة على مقببات بعقود مدببة في زوايا الهيكل. ويغطي مذبح الهيكل لوح رخامي. ولقد فُتِح في الهيكل الأوسط بابان أحدهما يؤدي إلى الهيكل الشمالي والآخر إلى الهيكل الجنوبي. والهيكل الجنوبي فيرجع تاريخه إلى أواخر القرن الرابع عشر الميلادي. والقبة هنا فقيرة البناء، فهي قائمة على مقببات مدببة. وهناك لوح مذبح مصنوع من قطع رخام مكسورة وموضوعة دون نظام. أما الهيكل الشمالي فغير مُستعمل الآن، وعلى الرغم من اختزال الكثير من عرض مدخله إلا أن الحدود الخارجية للعقد الأصلي ما زالت ظاهرة مع قوالب الطوب المطلية باللونين الأحمر والأبيض، والتي يحتويها إطار مستطيل تعلوه فتحة مربعة. ولا يحتوي هذا الهيكل على مذبح، كما استُبدِلت القبة الأصلية بقبة أخرى أصغر منها رديئة البناء، وهذا الهيكل تم تكريسه باسم القديس يوحنا القصير الذي ما زال جسده محفوظاً في المقصورة الخشبية في الخورس.
لا يوجد دليل واضح يُحدد تاريخ بناء الكنيسة، ولكن يُحتمل أنها كانت موجودة قبل الانهيار الذي حدث في منتصف القرن الرابع عشر كما يُذكر أن البابا بنيامين الثاني زارها وأشرف على الإصلاحات بالدير، كذلك فالقبو الذي يُغطي الصحن والخورس وبابه الشمالي يرجعان إلى القرن الثالث عشر عكس الهيكلان الأوسط والجنوبي؛ فلهما ملامح معمارية غير محددة، مما يُرجح أنها من عصر متأخر عن ذلك، أي بعد القرن الرابع عشر. والكنيسة -بشكل عام- تحتوي على عناصر أصلية وأخرى قد أضيفت لاحقاً، فالقبوان اللذان يغطيان الجزء الجنوبي من الخورس والصحن مع الحائط الفاصل بينهما يرجعان إلى عصر متأخر عن القبو الشمالي الكبير، كما أن الأجزاء الجنوبية من الخورس والصحن هي إضافات حديثة.

### كنيسة الشيوخ

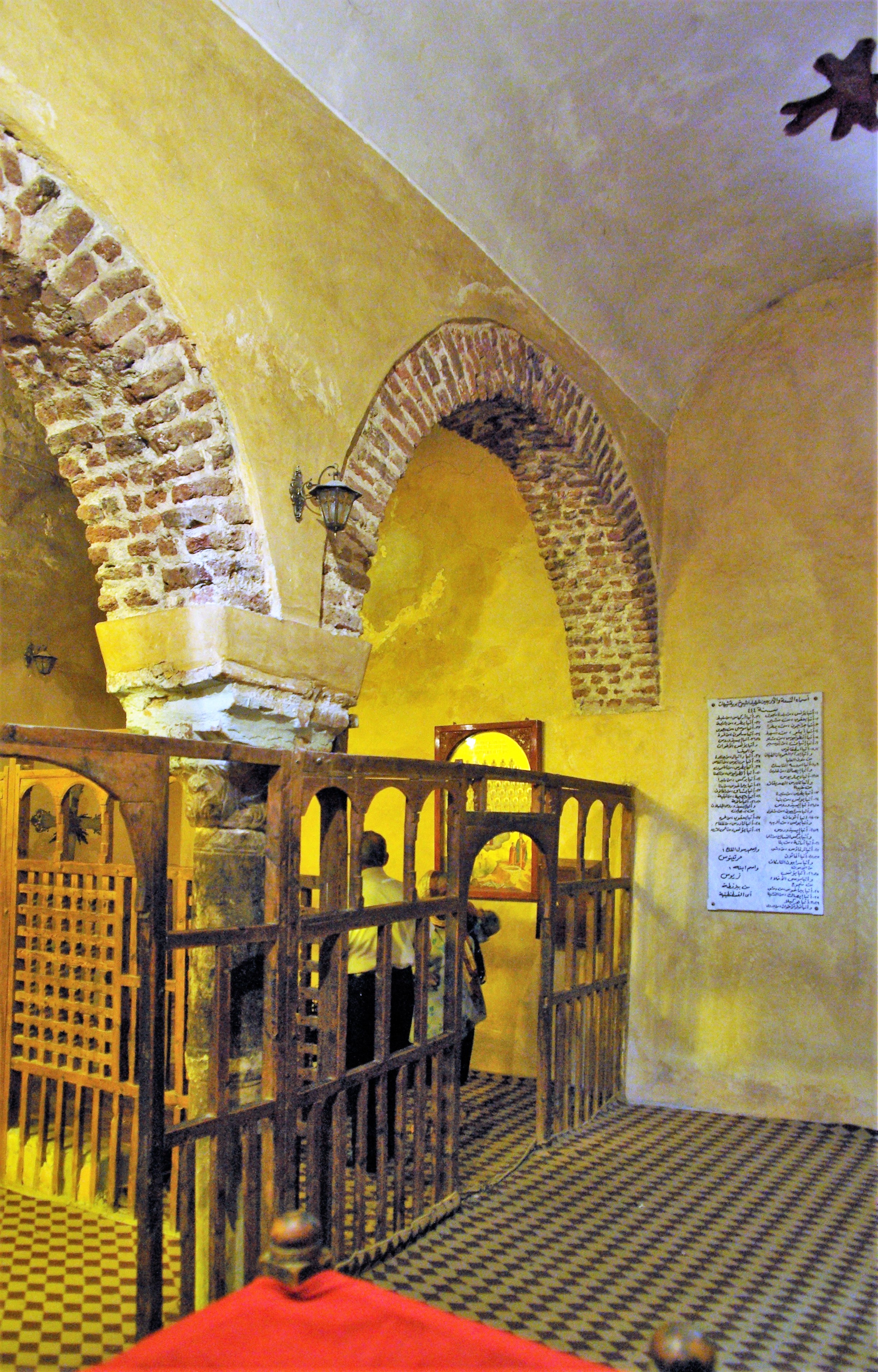
الكنيسة من الداخل.

هي كنيسة التسعة والأربعين شهيداً شيوخ شيهات أو شيهيت، أقيمت هذه الكنيسة تذكاراً لاستشهاد الشيوخ الذين ذبحهم البربر مع رسول الملك وابنه خلال غارتهم الثالثة على أديرة وادي النطرون عام 444. وهي من طراز الكنائس القصيرة مثل كنيسة أباسخيرون. وتتكون من مدخل مسقوف يشغل الزاوية الجنوبية الغربية، ثم يوجد صحن يليه خورس موازٍ له، وإلى الشرق من الخورس يوجد هيكل واحد فقط. ويتصل بالكنيسة من الزاوية الجنوبية الشرقية برج جرس صغير.
يُغطي صحن الكنيسة قبو نصف أسطواني مُدعَّم بدعامة -عقد- واحد مستعرض، وينتهي من الشمال بحاجز خشبي، ترتفع خلفه الأرضية مكوّنة مصطبة يرقد تحتها رفات التسعة وأربعين شيخاً. ويفصل الصحن عن الخورس من الشرق أربع صفوف عقود -أربع بواكي (باكيات)-، وفوق كل باكيتين قبو نصف أسطواني. ويغطي الخورس أيضاً قبو نصف أسطواني فيما عدا المساحة المقابلة للهيكل حيث تغطيها قبة محمولة على عقدين مستعرضين فوق العمودين الأول والثاني على الحائط الشرقي للخورس.
هيكل الكنيسة له حجاب خشبي يرجع لعام 1866، أما قبة الهيكل فهي قبة نصف كروية تحملها أربعة مقببات، كل منها له ثلاثة أطراف. ولقد بُنيت هذه الكنيسة حوالي عام 528 في عهد البابا ثيودؤسيوس الأول، وتم تكريسها في عهد البابا بنيامين الثاني في القرن السابع، ولكنها تداعت للسقوط فجُدِدت في القرن الثامن عشر.

## كنائس الحصن
يحتوي الحصن دون بقية الدير على أربع كنائس من إجمالي سبعة، وهي: كنيسة العذراء، وكنيسة السّواح، وكنيسة القديس أنطونيوس، وكنيسة الملاك ميخائيل.

### كنيسة العذراء
كُرست باسم العذراء مريم، وقد بُنيت الكنيسة بين عاميّ 1874 و1880، وتتكون من صحن صغير وخورس وهيكل ثلاثي المذابح. ويُغطي كل قسم من أقسام الكنيسة الثلاثة قبة، ويفصل الصحن عن الخورس حجاب. وهناك طبقة من الجص حديثة نسبياً تُغطي الجدران والقباب. وتجمع مذابح الهيكل الثلاثة منصة واحدة مرتفعة عن الأرض. وكان يغطي قمة المذبح الشمالي لوح رخامي، ولوح المذبح الجنوبي يشبه في الشكل وهو عبارة عن شكل يجمع ما بين المربع ونصف الدائرة، بينما لوح المذبح الأوسط مستطيل الشكل، وقد نقلت هذه الألواح الثلاثة إلى متحف الدير.

### كنيسة السُّواح
هي الكنيسة الجنوبية بين كنائس الحصن الثلاثة، ويرجع تأسيسها إلى أوائل القرن السادس عشر، وكرسها البابا يوحنا الثالث عشر عام 1517 باسم كنيسة التسعة سوُّاح، وهم:
- الأنبا صموئيل المعترف.[105]
- الأنبا يحنس (يوحنا) أسقف شيهيت.
- أبو نُفر السائح.[106]
- الأنبا إبرام.
- الأنبا جرجه.
- الأنبا أبوللو.
- الأنبا أبيب.
- الأنبا ميصائيل السائح.[107]
- الأنبا بجيمي.[108]

تنقسم الكنيسة من الداخل إلى صحن وخورس يفصل بينهما حجاب خشبي، كذلك توجد فتحة أرضية تؤدي إلى سرداب موجود أسفل الدهليز الأوسط. كما تحتوي الكنيسة على هيكل واحد يفصله عن خورس الكنيسة حجاب جزؤه الأوسط من الخشب. ومذبح الهيكل مفرغ من الداخل، وكان له لوح من الرخام الأسود محغوظ الآن بمتحف الدير.

### كنيسة القديس أنطونيوس
هي الكنيسة التالية لكنيسة السواح إلى الشمال منها، وتم تكريسها أيضاً في أوائل القرن السادس عشر. وهي لا تختلف كثيراً عن كنيسة السواح في سماتها الأساسية. وبالرغم من عدم وجود صحن أو خورس حالياً، إلا أنه يوجد أثر لحجاب ربما كان -سابقاً- يفصل الخورس عن الصحن. ويغطي الهيكل قبة صغيرة من الطوب تستقر على أربع كمرات خشبية كبيرة، وأربع مدادات خشبية فوق أركان تقاطع الكمرات الكبيرة. ويحتوي الهيكل على مذبح كان له لوح رخامي مستطيل الشكل.

### كنيسة الملاك ميخائيل
هي الكنيسة الشمالية بين الكنائس الثلاثة في القسم الشرقي من الطابق الثاني بحصن الدير، ويرجع تاريخ تكريسها إلى أواخر القرن الرابع عشر وأوائل القرن الخامس عشر الميلادي. وهذه الكنيسة هي الكنيسة الوحيدة بدير الأنبا مقار التي تطابق التخطيط البازيليكي. والمسقط الأفقي لهذه الكنيسة عبارة عن مستطيل له امتداد -ملحق- غربي. وينقسم سطح الكنيسة إلى ثلاثة أقسام طولية -صحن أوسط وجناحين شمالي وجنوبي- وذلك بواسطة صفين من الأعمدة الرخامية كانت تحمل سقفاً خشبياً من مستويين، ولك بعض أجزاء السقف الخشبي انهارت بسبب نحافة الأعمدة الرخامية وعدم ثباتها؛ مما أدى إلى رفع الأعمدة وإزالة السقف واستبداله بآخر من الخرسانة المسلحة.
هناك حائط عرضي يفصل الخورس عن باقي الكنيسة، ويتخلله ثلاث فتحات لتهيئة الثلاث مداخل المؤدية إلى الخورس. أما الدهليز الغربي فاتساعه أقل من اتساع الكنيسة، وله أيضاً حاجز عرضي. ويرتفع هيكل الكنيسة درجة واحدة عن الخورس، وتغطيه قبة نصف كروية من الطوب الأحمر محمولة على قاعدة من الخشب مثمنة الشكل تستند جزئياً على عمودين رخاميين ملتصقين بالجدار الشرقي للهيكل. ومذبح الهيكل مُزوَّد بلوح رخامي من الطراز الذي يجمع بين المربع ونصف الدائرة. وقبالة الجدار الجنوبي للهيكل يوجد صندوق خشبي كبير -حديث الصنع- لحفظ مقتنيات القديسين.

## كشف رفات النبيين يوحنا المعمدان وإليشع

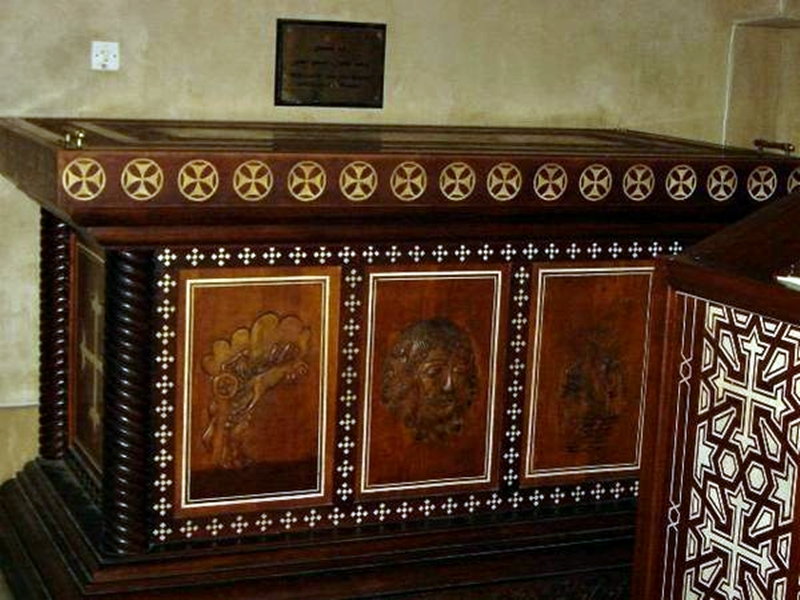
المقصورة الخشبية التي أُودع فيها رفات يوحنا المعمدان وإليشع.

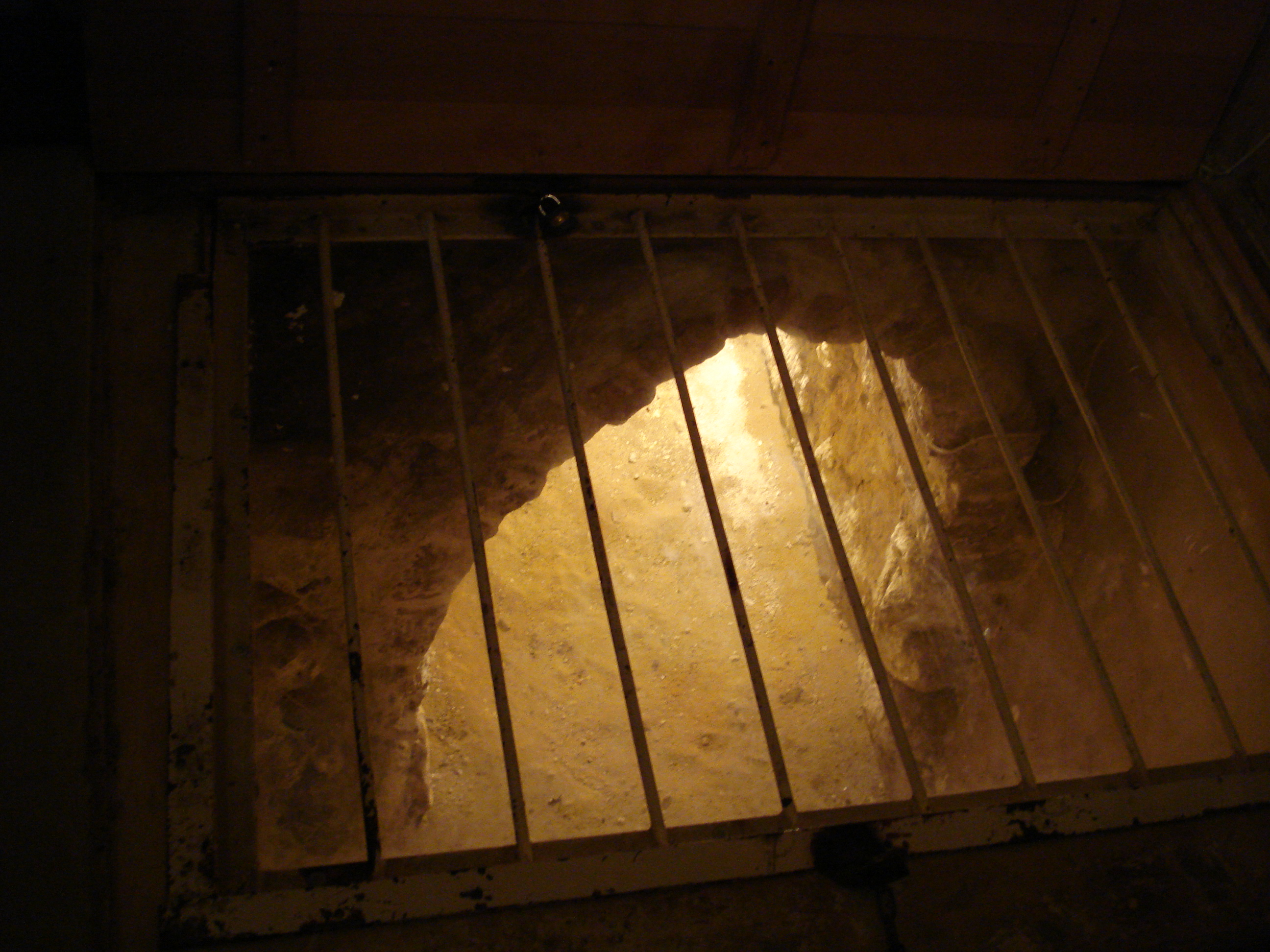
القبو الذي عُثر عليه تحت أرضية كنيسة الأنبا مقار أمام هيكل يوحنا المعمدان، وكان يحتوي على رفات النبيين إليشع ويوحنا المعمدان.

كان هناك تقليد شفاهي متواتر بين شيوخ الدير أن هناك بجوار الحائط البحري لكنيسة الأنبا مقار إلى جانب عمود صغير بارز، توجد مقبرة للنبيين يوحنا المعمدان وإليشع مع قديسين آخرين. وبسبب ذلك كان شيوخ الدير يرفعون البخور أمام هذا العمود تكريماً لهم، وذلك بالرغم من اختفاء معالم المقبرة.
وحدث أنه في العام 1976 أثناء الصوم الكبير، بدأت عمليات ترميم وتوسيع لكنيسة الأنبا مقار، وذلك برفع كميات ردم كبيرة للوصول إلى أرضية الكنيسة الأصلية. ومع تواصل الحفر؛ ظهر بروز في جانب الحائط الشمالي على شكل قبو مُغطى ببياض أزرق، وظهر تحته صندوقاً يزيد طوله عن مترين، اتضح فيما بعد أنه تابوت للقمص «يوسف» رئيس الدير في أواخر القرن التاسع عشر الميلادي، وهو شقيق البابا ديمتريوس الثاني. وبعدما تم رفعه؛ وُجد أسفله على مسافة أكثر من متر ونصف عظاماً، البعض منها هياكل عظمية مرتبة حسب الطقس القبطي، وكان هناك بعضها مرصوصاً بطريقة منظمة. وبعد رفع العظام، ظهر تحتها تراب أحمر اللون، ويُرجَّح أنه خشب متحلل مما يُفيد أن هذه الرفات نُقلت في صناديق خشبية، ولكنها ذابت من قِدَم العهد. وتم وضع هذه العظام في صندوق بشكل مؤقت على أن يتم إنشاء مقصورة لائقة لها.

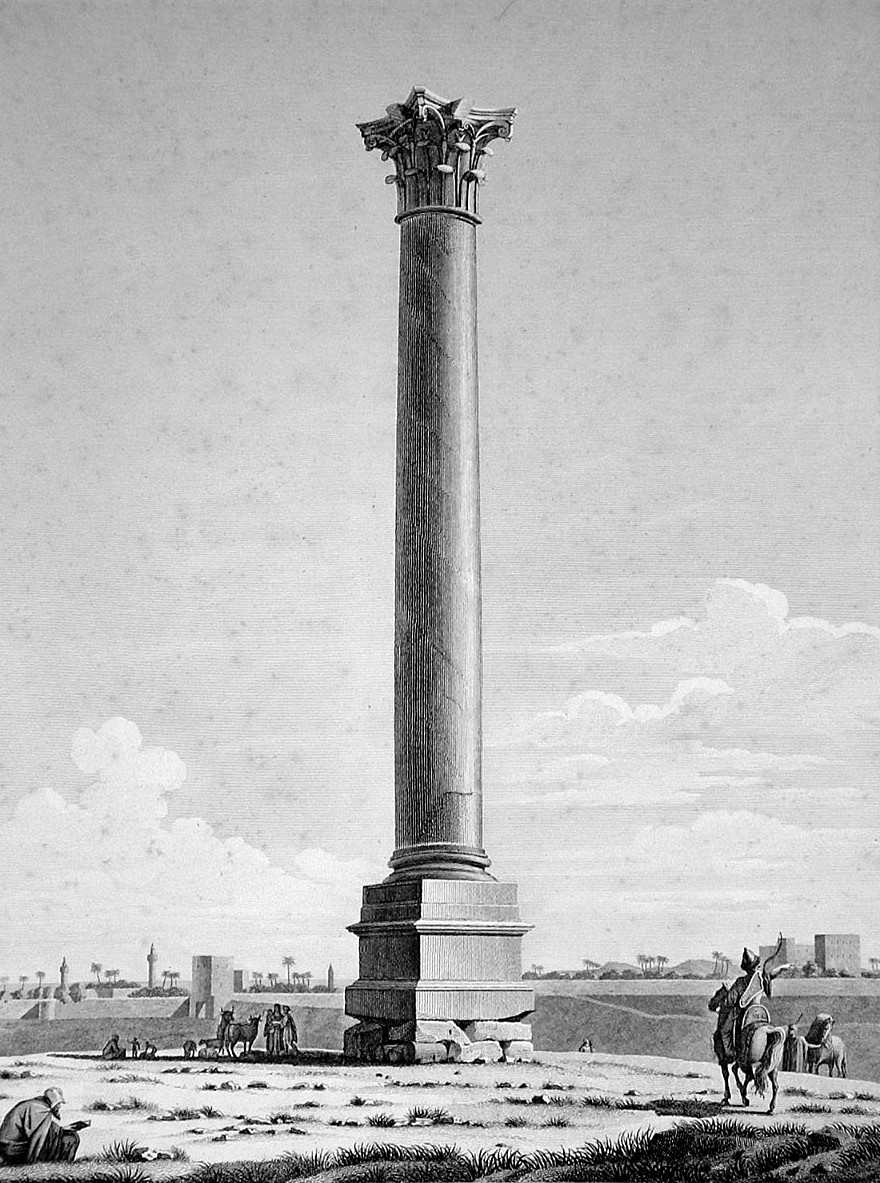
منظر قديم لعمود السواري الذي يُرجّح أنه مكان الكنيسة التي بنيت لحفظ جسدي النبيين يوحنا المعمدان وإليشع.

وقد قام البابا شنودة الثالث بزيارة للدير يوم ثلاثاء البصخة في أبريل 1976، وأبلغه القمص متى المسكين بنبأ العثور على هذه المقبرة التي يشير إليها التقليد بأنها للنبيين يوحنا المعمدان وإليشع، وطلب من البابا المكوث في الدير لمدة يوم آخر حتى يرفع بيديه العظام إلى المقصورة، ولكن البابا أعتذر. وطلب من متى المسكين أن يُعلن هذا النبأ متسائلاً: «لماذا لم يُعلن الاكتشاف بعد؟» فأجابه الأب بأن الأدلة غير كافية على انتساب هذه العظام للنبيين، فرد عليه بـ«أنه لا يوجد أيضاً ما ينفي ذلك!». وانتهى الحديث أن البابا سيكلف الشماس المؤرخ «نبيه كامل داود» بدراسة الموضوع من خلال المخطوطات الموجودة في البطريركية، وذلك رغم تجهل المخطوطات الموجودة بالدير. وقد تأخر الإعلان عن هذا الاكتشاف في الصحف إلى 13 نوفمبر 1978، وذلك دون أن يطلب الدير نشر الخبر.
حسب المصادر المسيحية القبطية الأرثوذكسية، تم نقل جسدي يوحنا المعمدان وإليشع في أول الأمر من فلسطين إلى الإسكندرية، واعتنى بهما البابا أثناسيوس الرسولي وحفظهما في بستان إلى حين بناء كنيسة لائقة لهما ولكنه تُوفي. لذلك بنى لهما هذه الكنيسة البابا ثاوفيلس الأول مكان معبد السرابيوم الوثني، وبذلك حددت الكنيسة القبطية الأرثوذكسية يوم 2 بؤونة من كل عام حسب التقويم المصري تذكاراً سنوياً لظهور جسديهما. وفي عام 451، توفي الأنبا مقار الأسقف، ووضع جسده مع جسدي يوحنا المعمدان وإليشع النبيين، وذلك حسب رؤيا لإنسان أخرس تكلم ووصف أراوح النبيين وهما يحتضنان روح الأنبا مقار الأسقف، ولذلك تحتفل الكنيسة القبطية الأرثوذكسية بذكرى استشهاده يوم 27 بابة من كل عام حسب التقويم المصري. وقد تم نقل جسد الأنبا مقار الأسقف في عصر البابا ميخائيل الأول إلى دير الأنبا مقار عام 907، وبذلك يُفهم أن رفات النبيين قد نقلا معه من الإسكندرية إلى وادي النطرون، حيث توقفت الصلاة في كنيسة يوحنا المعمدان لظروف غير معروفة.
وقد تَسمَّى الهيكل الشمالي في كنيسة الأنبا مقار بهيكل يوحنا المعمدان، وذلك في الفترة التي عاد فيها رأس مرقس الرسول إلى الإسكندرية. مع العلم أن وجود هيكل باسم يوحنا المعمدان شمال الهيكل الرئيسي -وهي هيكل الأنبا بنيامين- وليس جنوبه يدل على أن هناك سبباً أهم من الطقس القبطي المعتاد طغى عليه وألغاه، لأن المعتاد إذا يوضع أي هيكل للمعمودية أو أيقونة ليوحنا المعمدان في جنوب الهيكل الرئيسي وليس شماله، الأمر الذي يعني أن وجود جسده شمال الهيكل الرئيسي قد أحدث هذا التعديل الجوهري في الطقس.

### اكتشافات بأماكن أخرى

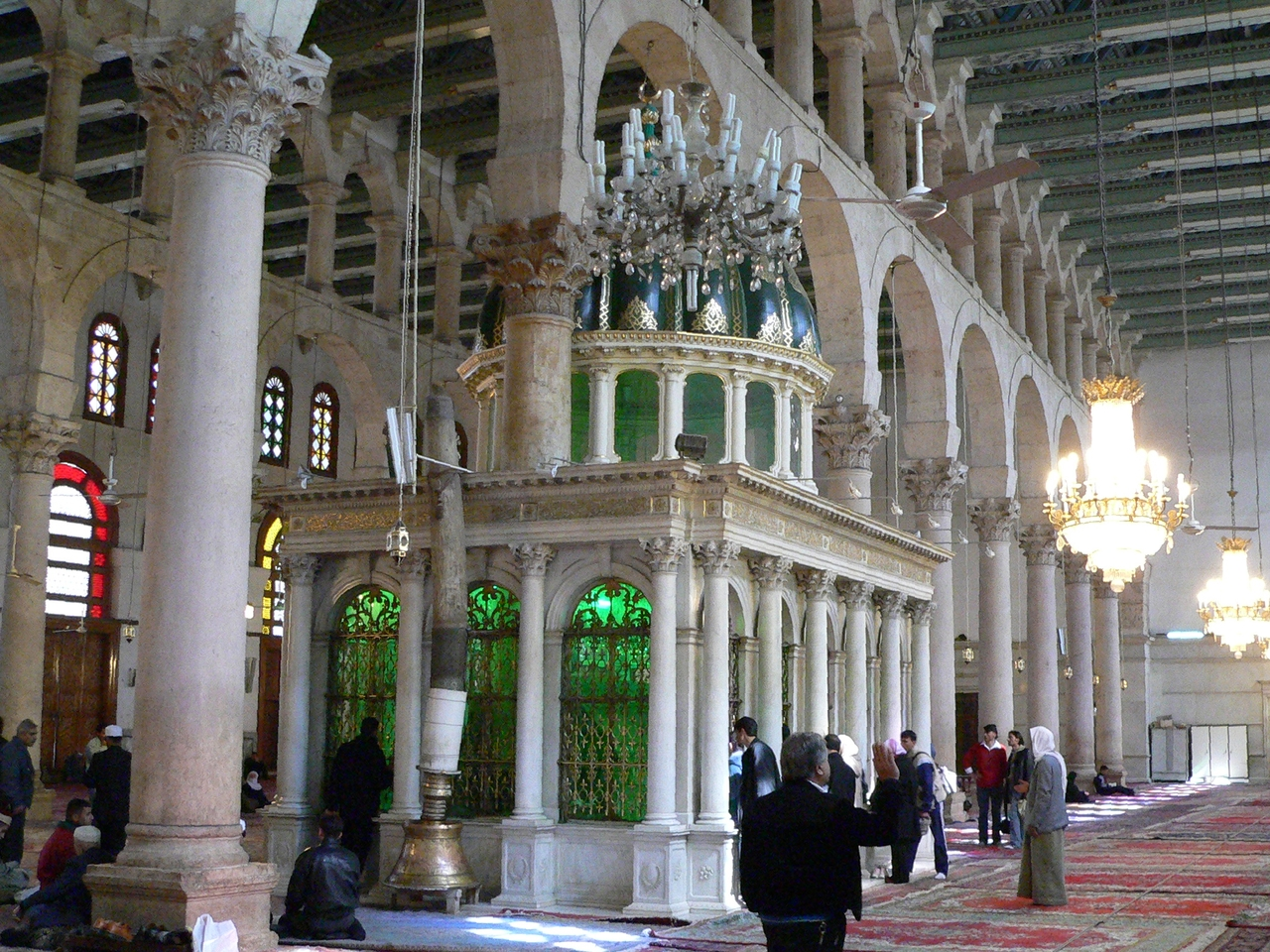
ضريح النبي يحيى (يوحنا المعمدان) بالجامع الأموي الكبير بدمشق.

في 28 يوليو 2010، أعُلِن عن كشف لرفات منسوبة إلى يوحنّا المعمدان في جزيرة سانت إيفان  في البحر الأسود التّابعة لمدينة سوزوبول البلغاريّة. وقد وجدها تحت مذبح كنيسة مهدومة من القرن الخامس في الجزيرة، وذلك بعد أعمال تنقيب دامت ثلاث سنوات.
النبي يوحنا المعمدان في المسيحية هو نفسه النبي يحيى في الإسلام، ففي الجامع الأموي الكبير بدمشق، يوجد ضريح يُعتقد أنه بُني لتمييز مكان دفن رأس النبي يحيى بن زكريا، إلاّ أنه لا توجد أية وثيقة تاريخية تثبت ذلك. وأثناء بناء المسجد عثروا على مغارة، فنزل إليها الخليفة الأموي الوليد بن عبد الملك، فوجدوا صندوقاً فيه قفة داخلها رأس سليم الجلد والشعر مكتوب عليه أنه رأس يحيى بن زكريا، فأمر بتركه على حاله، وجعل عموداً قائماً على المغارة كعلامة مميزة ثم وضع فوقه تابوت عليه اسم يحيى.
هناك بعض المصادر التي تذكر أن مقام النبي يحيى الحقيقي في مدينة صيدا بلبنان، كذلك هناك احتمال آخر أنه دُفِن في الأردن في منطقة وادي الخرار. أيضاً يُحتمل أن ضريحه موجود في مغارة  في ضيعة سبسطية بفلسطين، وهناك مقام آخر في الجامع الأموي بحلب؛ حيث يٌعتقد أن بها رأس النبي يحيى أيضاً، وقيل إن بها عضواً من أعضاء والده النبي زكريا في صندوق مرمر.
أما النبي إليشع فهو نفسه النبي اليسع في الإسلام، وهناك ضريح منسوب إليه بمحافظة القطيف السعودية في الأوجام.

## أعلام الدير
فيما يلي قائمة بأهم أعلام الدير من البابوات البطاركة والرهبان:

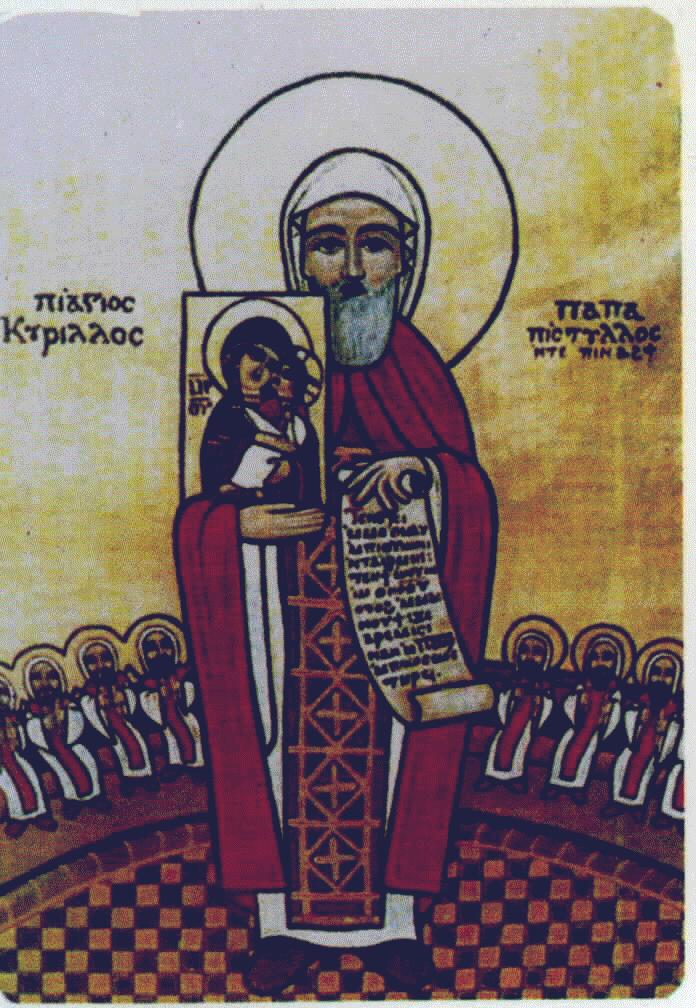
كيرلس الأول.

| - البابا كيرلس الأول رقم 24. - البابا يوحنا الأول رقم 29. - البابا يوحنا الثالث رقم 40. - البابا إسحاق الأول رقم 41. - البابا قزمان الأول رقم 44. - البابا خائيل الأول رقم 46. - البابا مينا الأول رقم 47. - البابا يوحنا الرابع رقم 48. - البابا مرقس الثاني رقم 49. - البابا يعقوب الأول رقم 50. - البابا سيمون الثاني رقم 51. - البابا يوساب الأول رقم 52. - البابا قزمان الثاني رقم 54. - البابا شنودة الأول رقم 55. - البابا ميخائيل الأول رقم 56. - البابا غبريال الأول رقم 57. - البابا مقار الأول رقم 59. - البابا ثاؤفانيوس الأول رقم 60. - البابا مينا الثاني رقم 61. | - البابا فيلوثاؤس الأول رقم 63. - البابا شنودة الثاني رقم 65. - البابا ميخائيل الثاني رقم 68. - البابا مقار الثاني رقم 69. - البابا غبريال الثاني رقم 70، كان من العلمانيون الذين جلسوا على الكرسي المرقسي، ودفن بالدير. - البابا ميخائيل الثالث رقم 71. - البابا يوحنا الخامس رقم 72. - البابا مرقس الثالث رقم 73، كان من العلمانيون الذين جلسوا على الكرسي المرقسي، ودفن بالدير. - البابا بطرس الخامس رقم 83. - البابا مرقس الخامس رقم 98. - البابا متاؤس الثالث رقم 100. - البابا ديمتريوس الثاني رقم 111. - الأب متى المسكين، كان أحد المرشحين للبابوية مرتين. - الأنبا ميخائيل، رئيس الدير وأسقف أسيوط. |

## معرض الصور

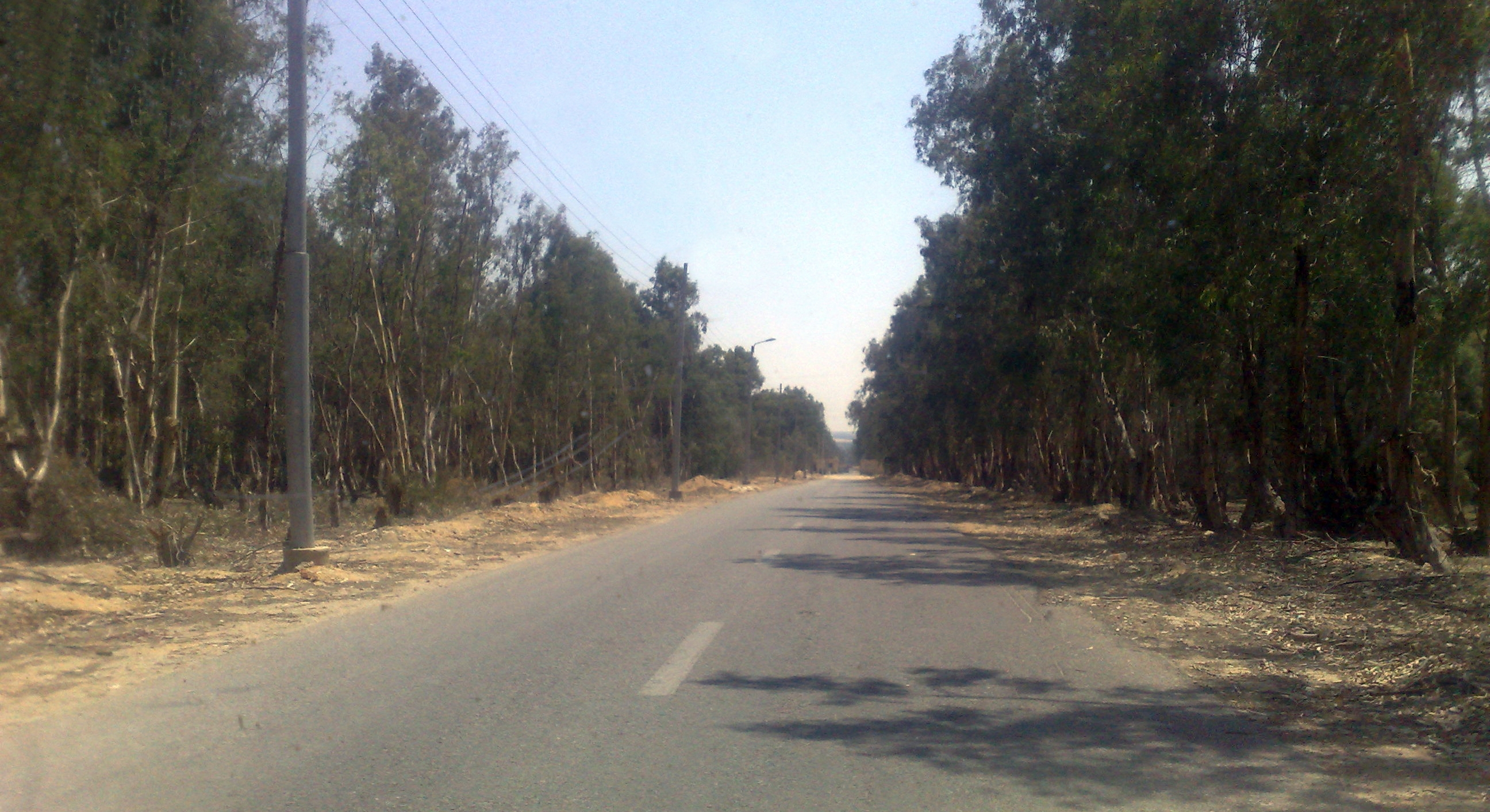
الطريق الواصل بين مدينة السادات والدير بطول 2.8 كم حتى بوابة الدير الخاصة بمزرعته، وبإجمالي 5 كيلومترات حتى مبنى الدير نفسه، ويعبر طريق القاهرة - الإسكندرية الصحراوي.
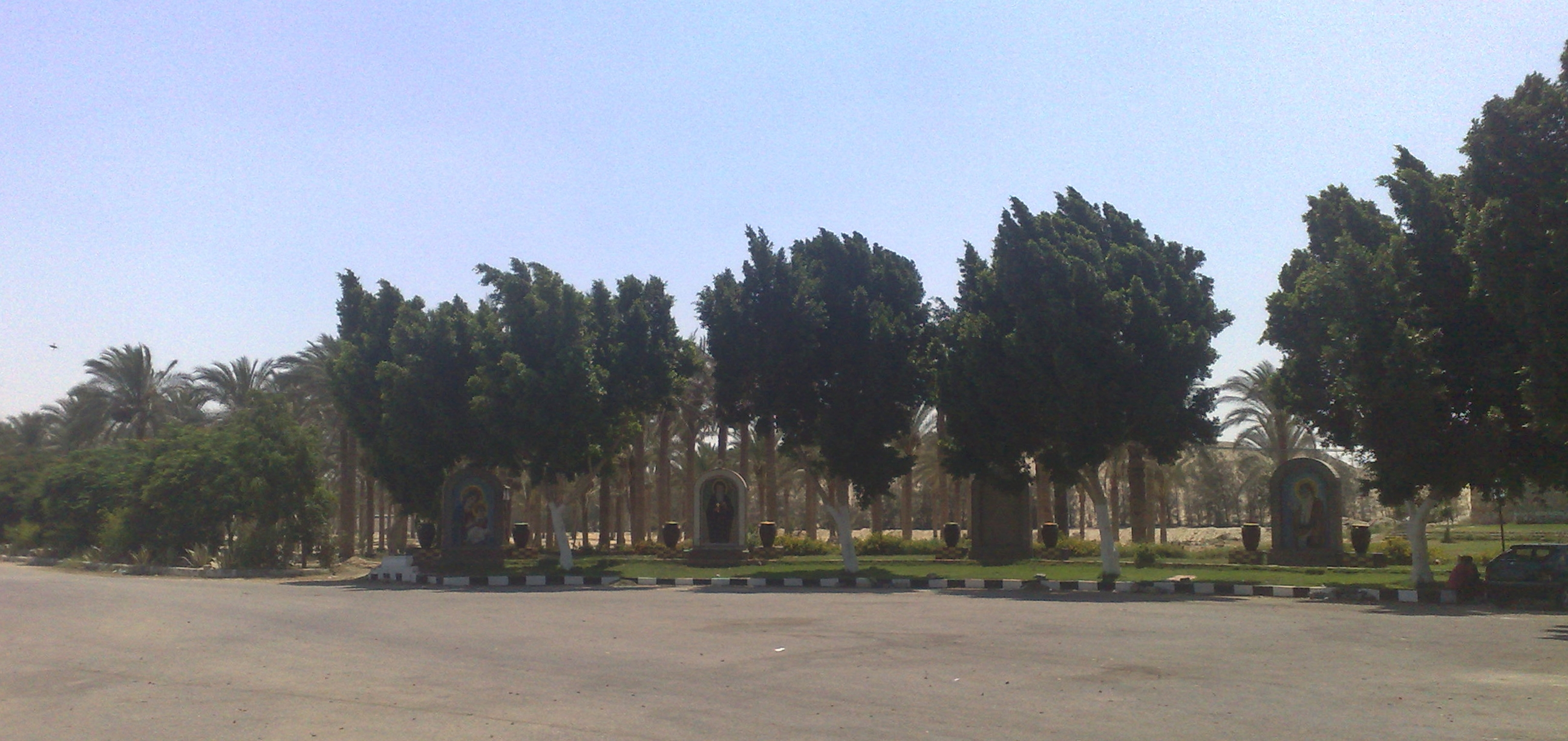
مدخل البوابة الأولى المؤدية إلى المزارع المحيطة بالدير، ومن ثم الدير نفسه بعد 2.2 كم.
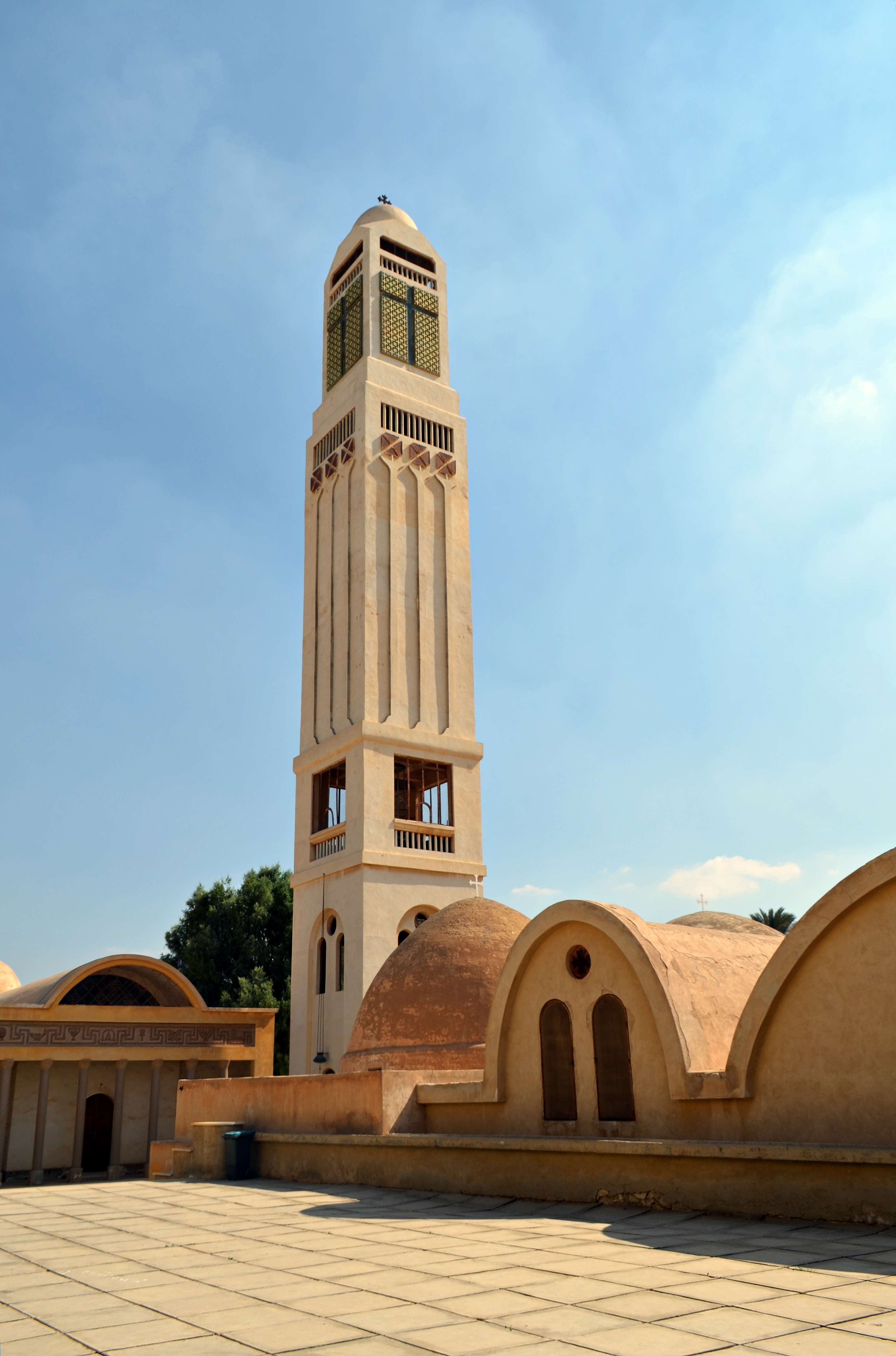
منارة الدير الوحيدة وتظهر بجانبها قباب كنيسة الأنبا مقار.
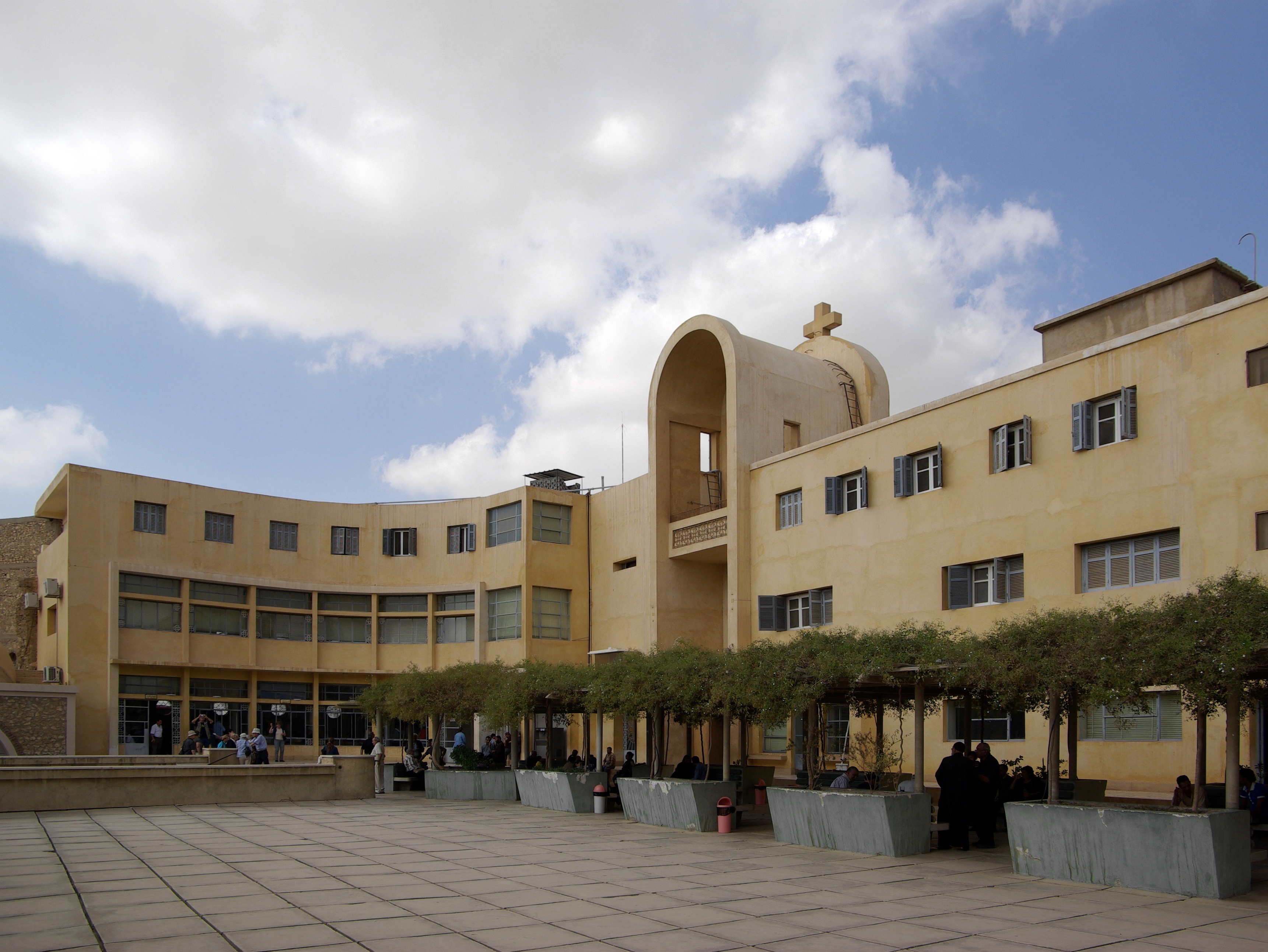
قصر الضيافة الجديد بالدير.
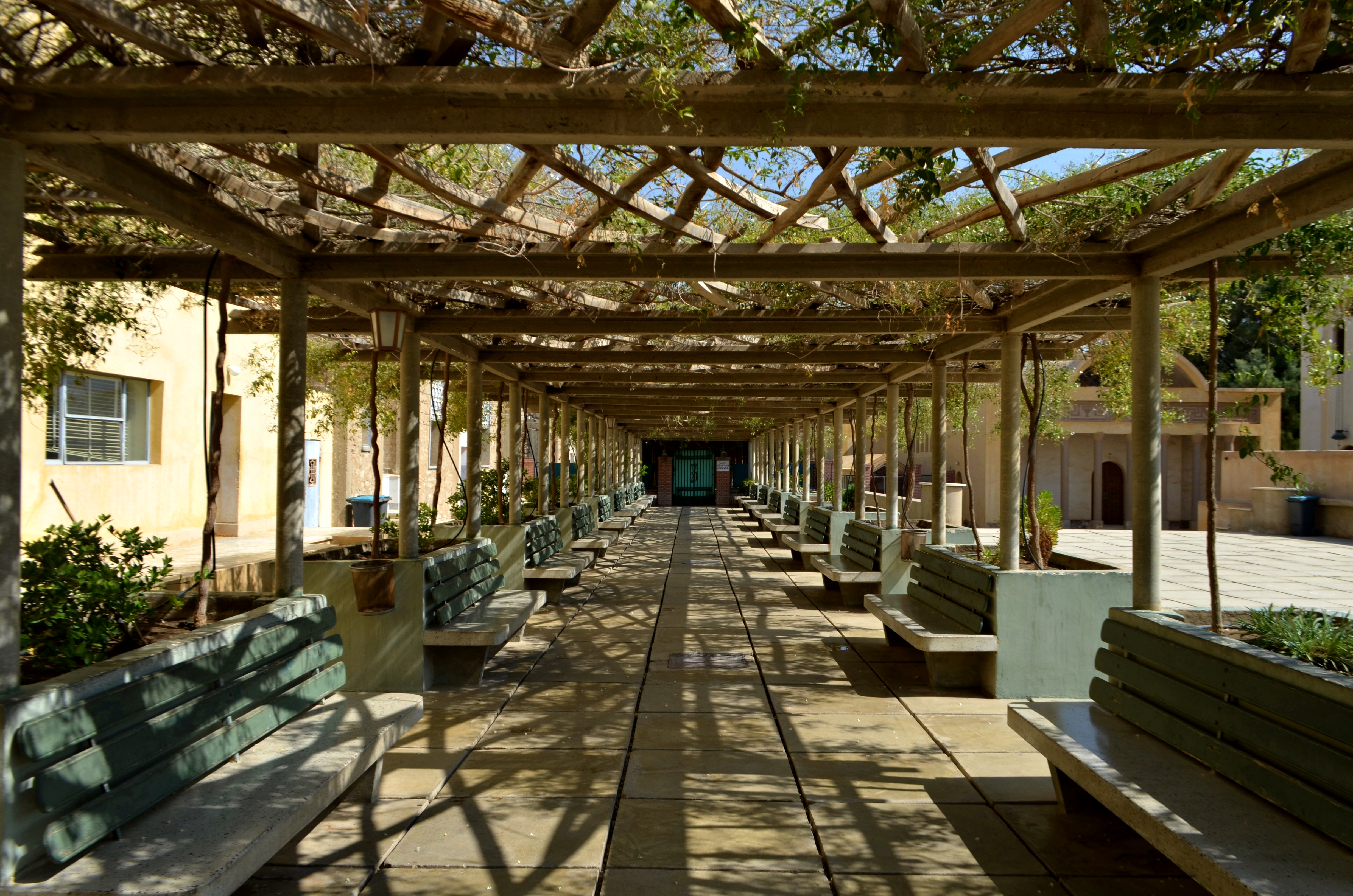
مكان خاص بالاستراحة والانتظار للزوار.
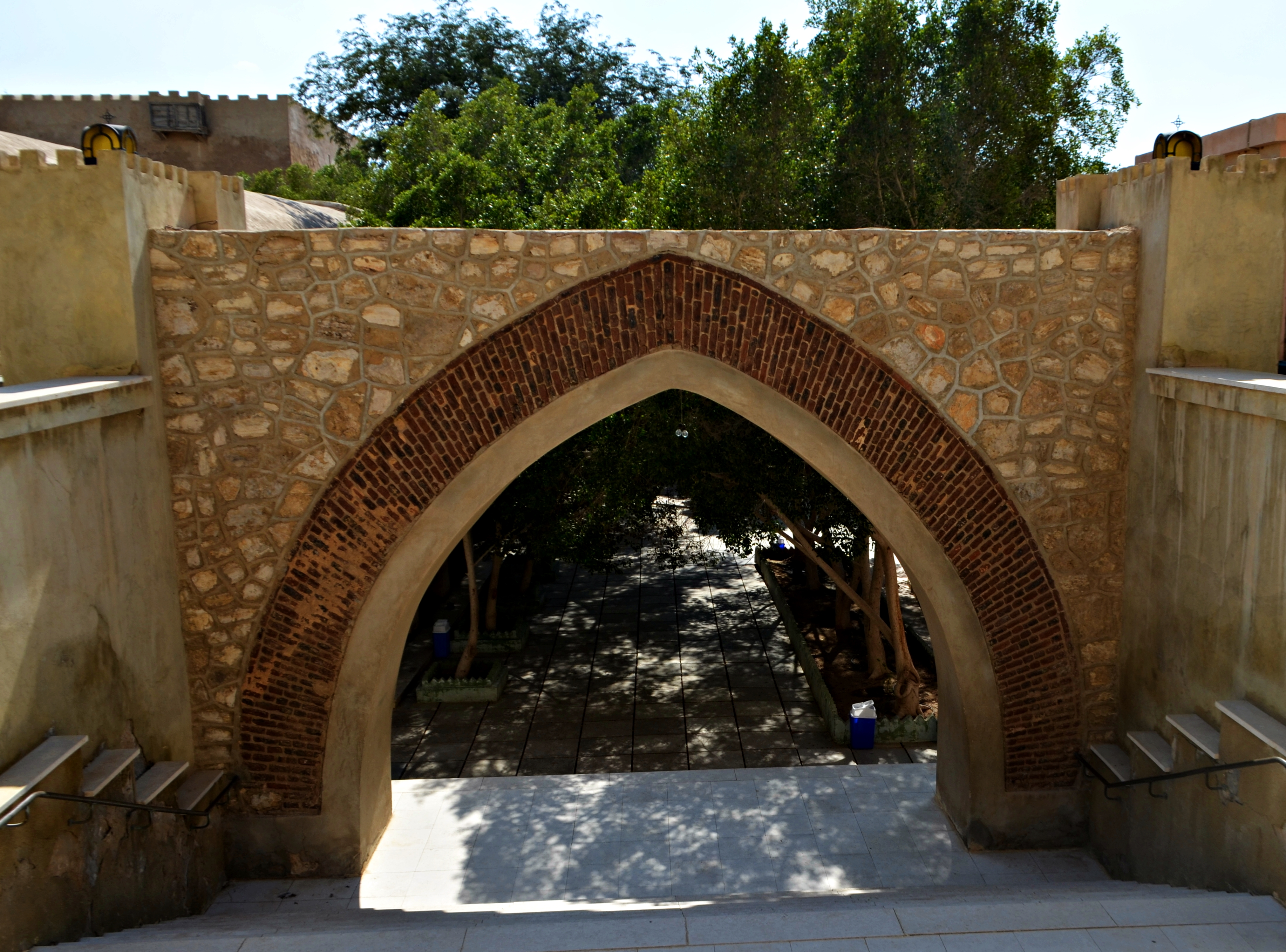
البوابة الأثرية القديمة المؤدية إلى كنائس الدير الثلاثة (دون الحصن).
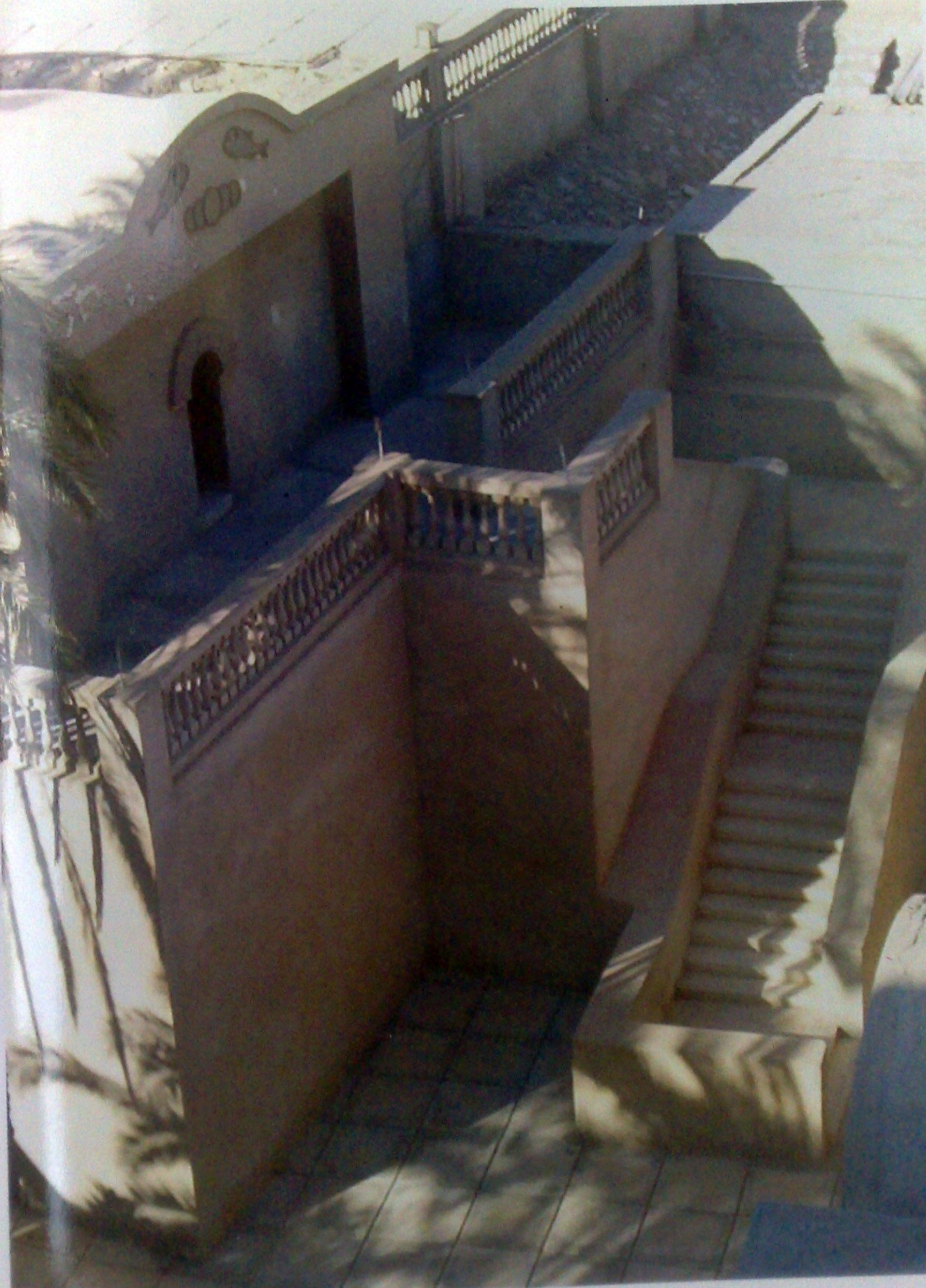
مائدة الرهبان القديمة بجوار كنيسة الشهيد أباسخيرون القليني.
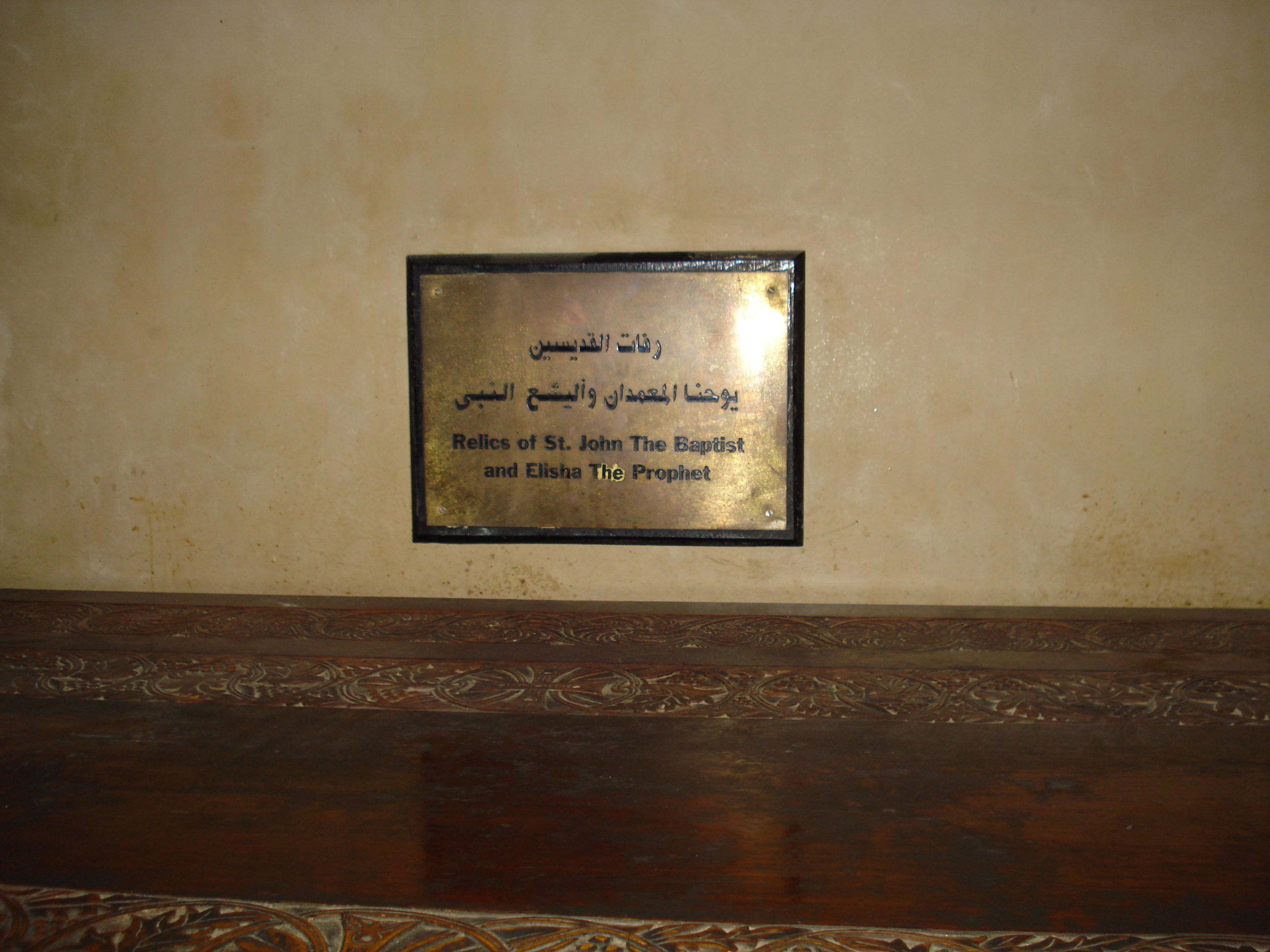
لافتة تدل على مكان حفظ رفات النبيين يوحنا المعمدان وإليشع النبي أسفلها مباشرةً.
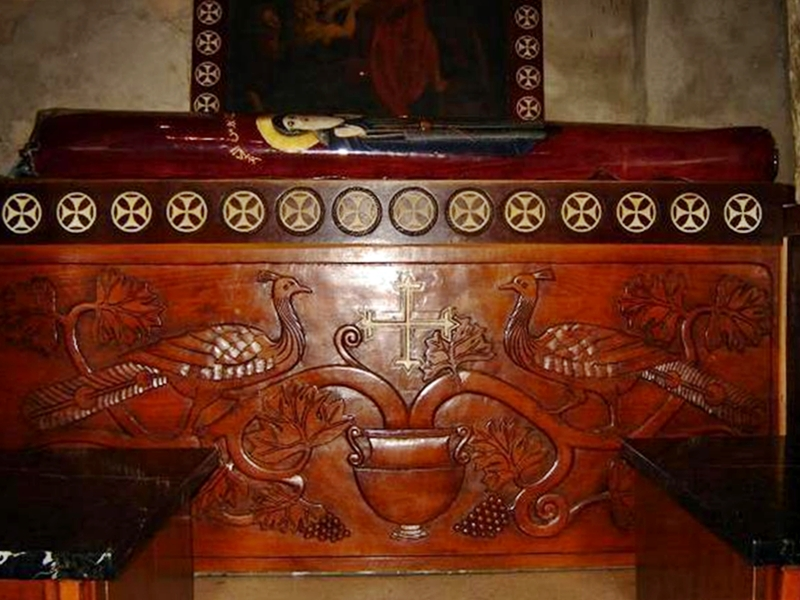
المقصورة الخشبية لحفظ رفات التسعة بطاركة أسفل الأنابيب المحفوظ بها المقارات الثلاثة.
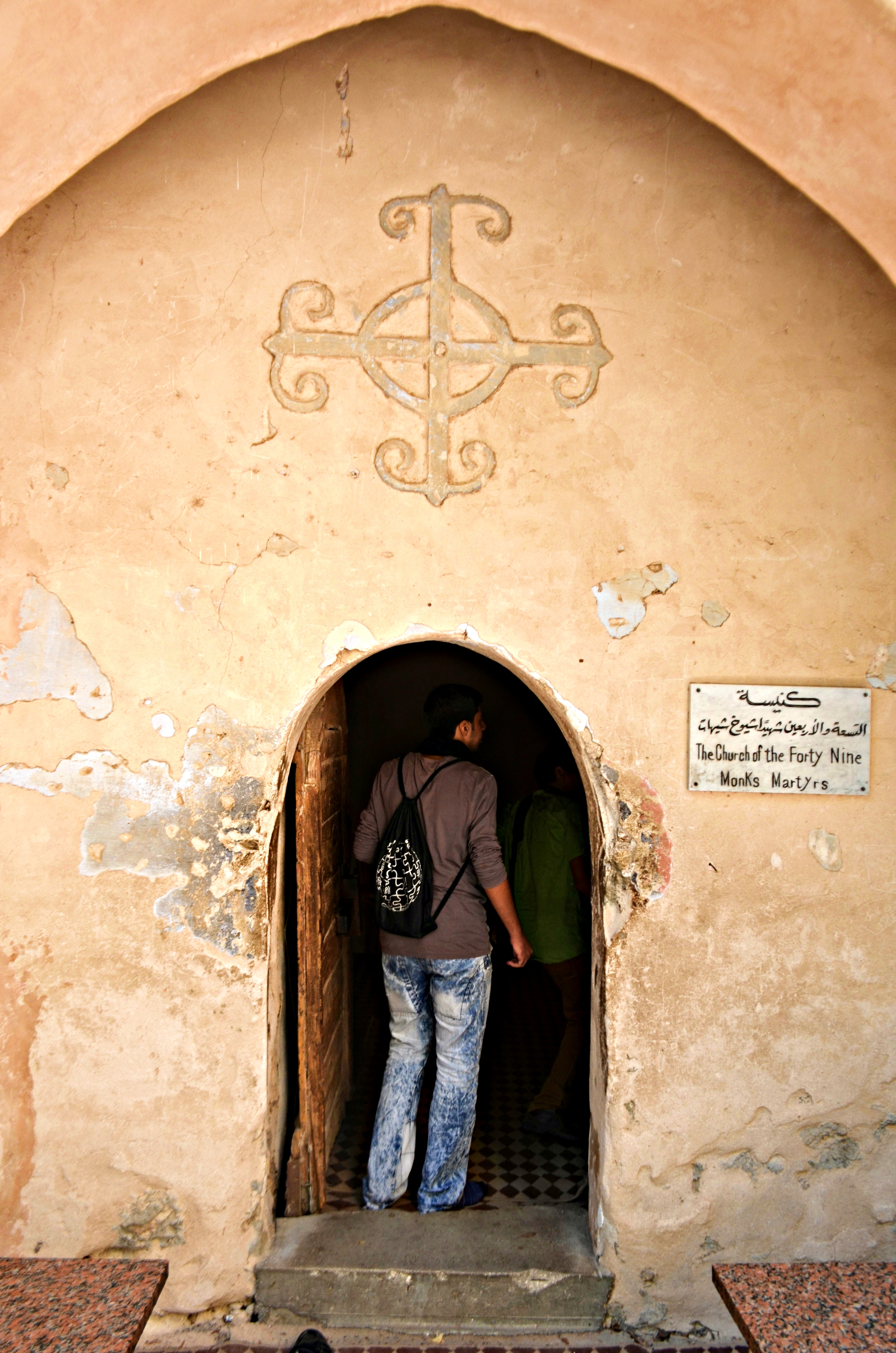
مدخل كنيسة الـ49 شهيداً شيوخ شيهات.
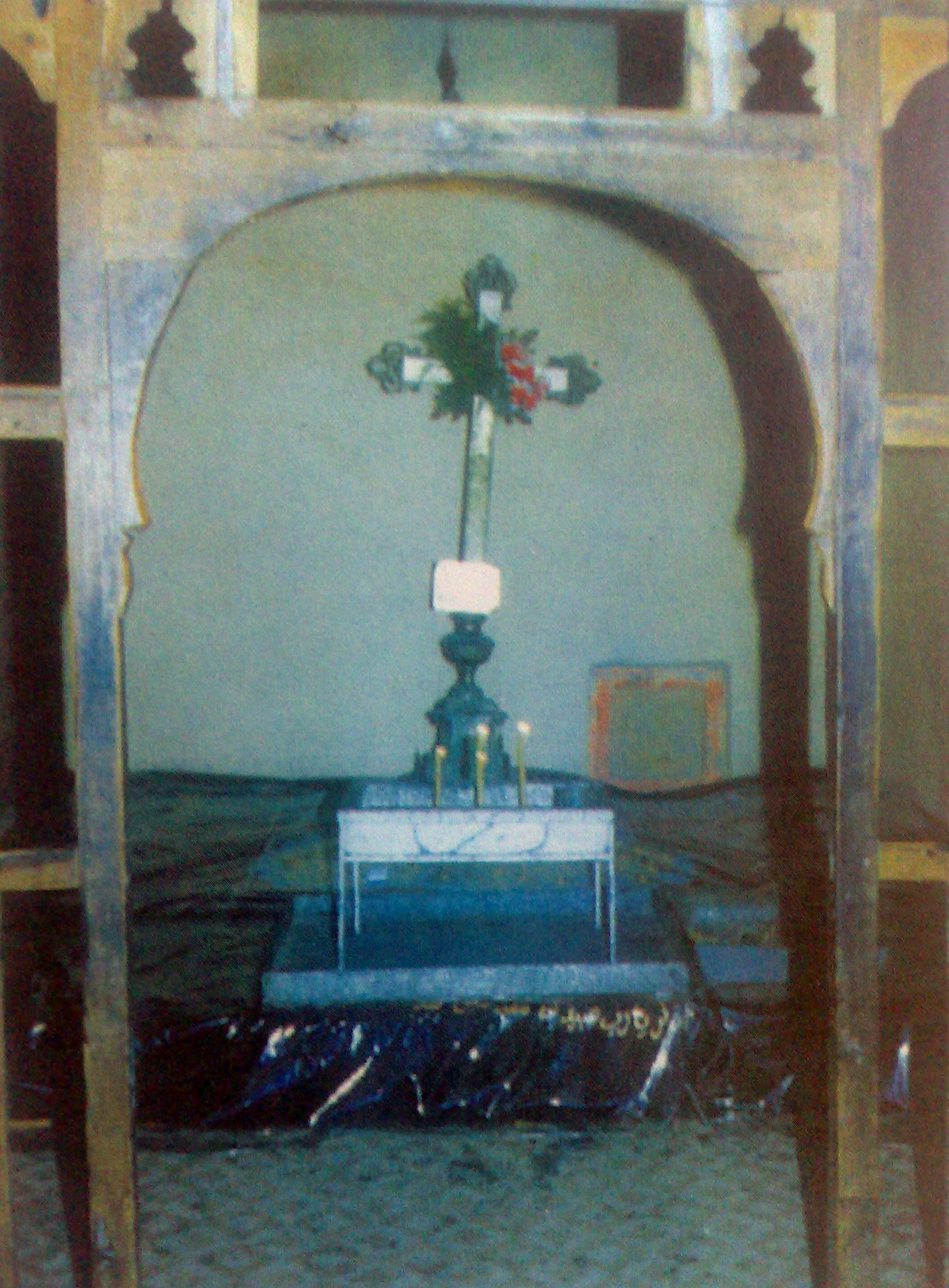
ضريح التسعة وأربعين شيخاً بكنيسة الشيوخ، وهم الذين قتلوا على يد البربر عام 444.
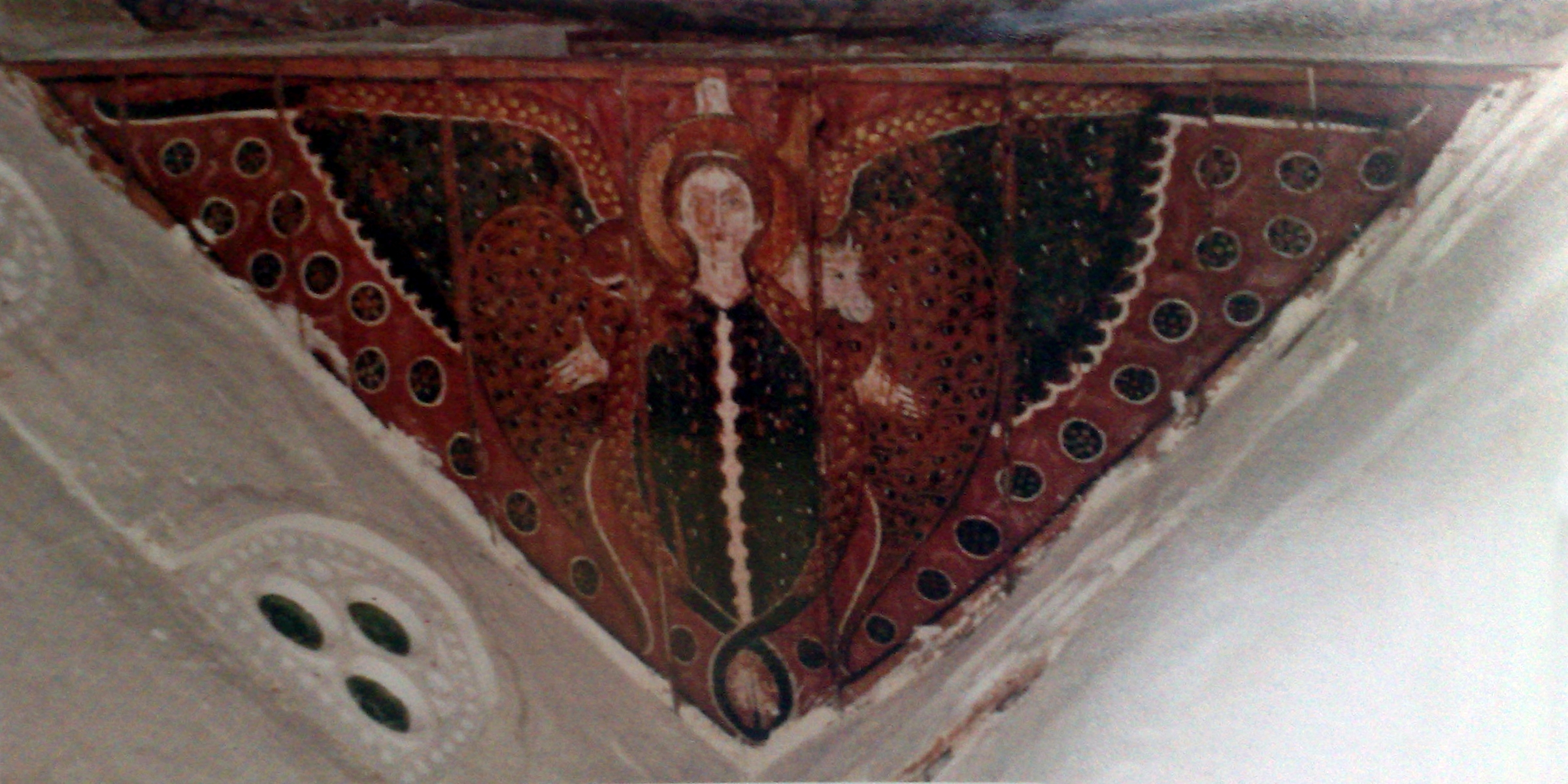
أيقونة الشاروبيم،[معلومة 16] وتوجد في الركن الشمالي لهيكل الأنبا بنيامين في قاعدة القبة بكنيسة الأنبا مقار.
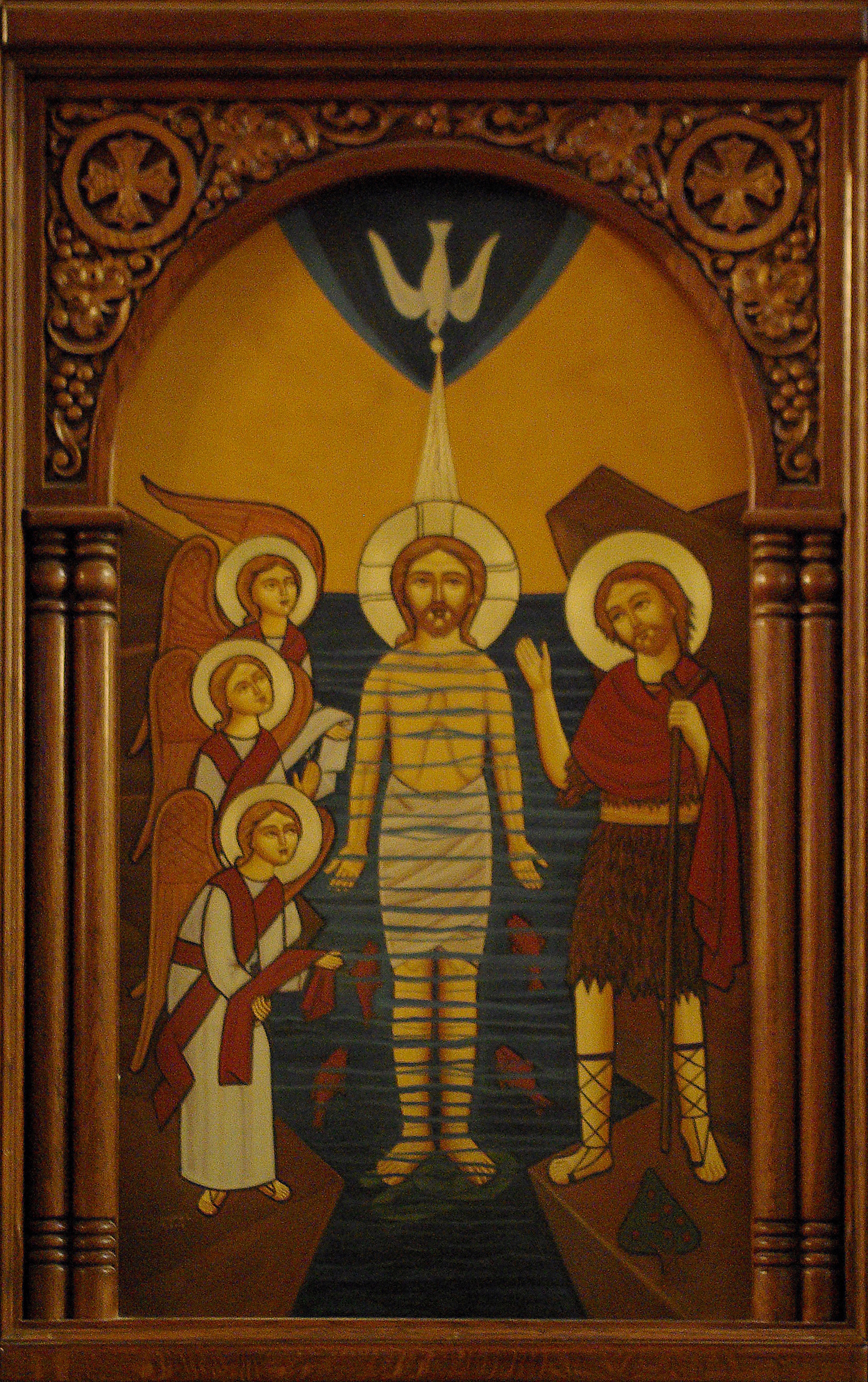
أيقونة قبطية يظهر بها السيد المسيح.
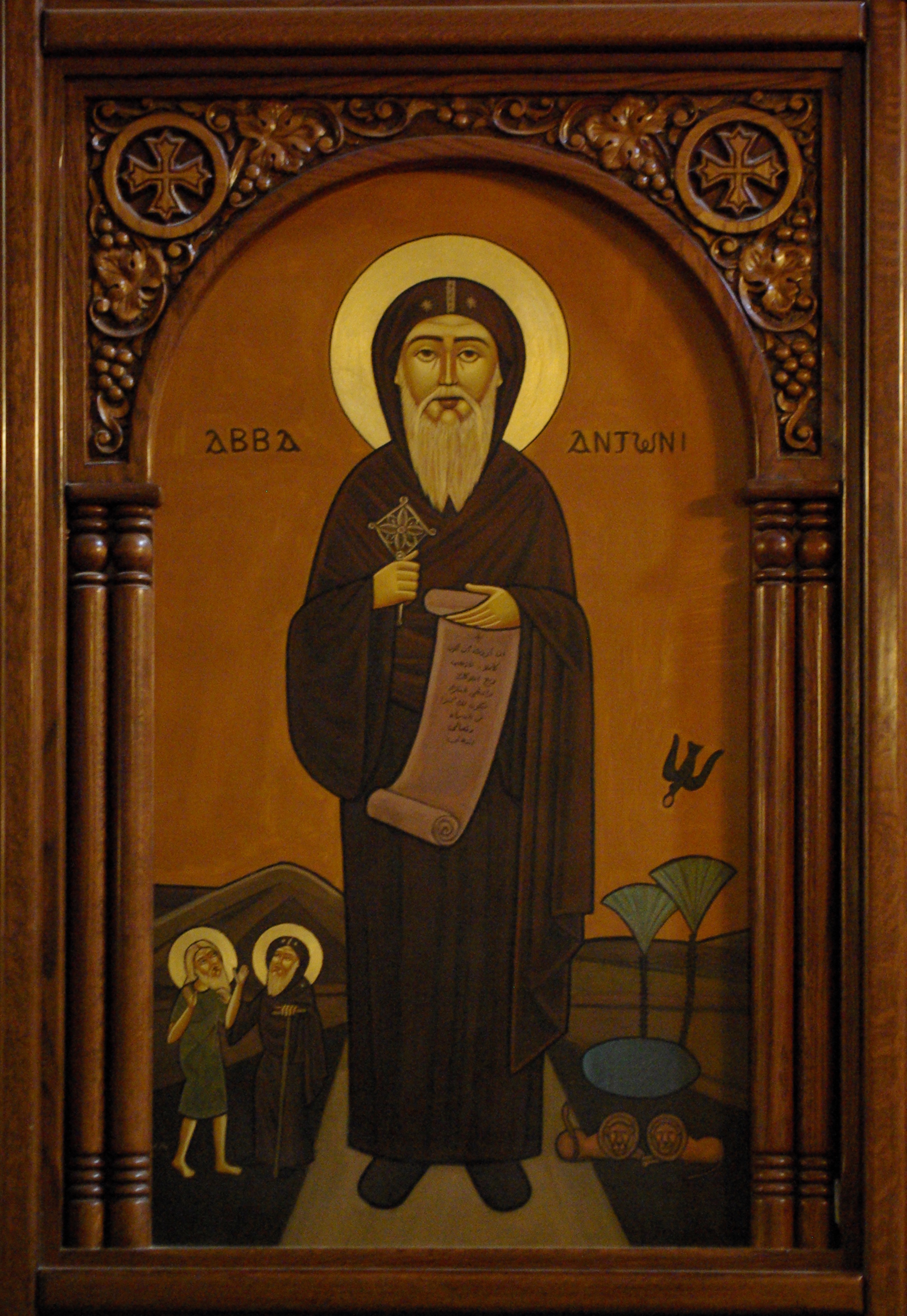
أيقونة قبطية للأنبا مقار الكبير.
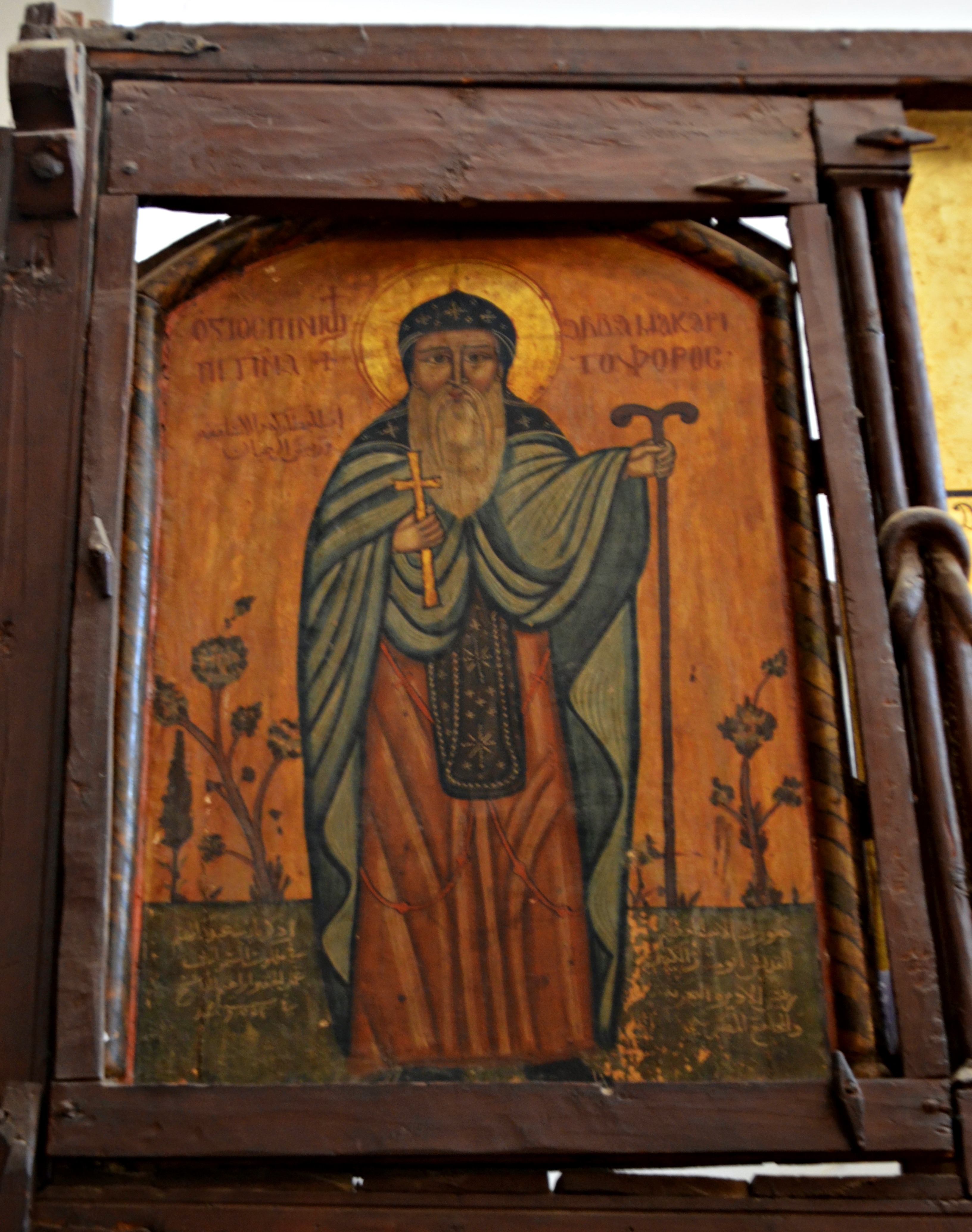
أيقونة أثرية للأنبا مقار الكبير.
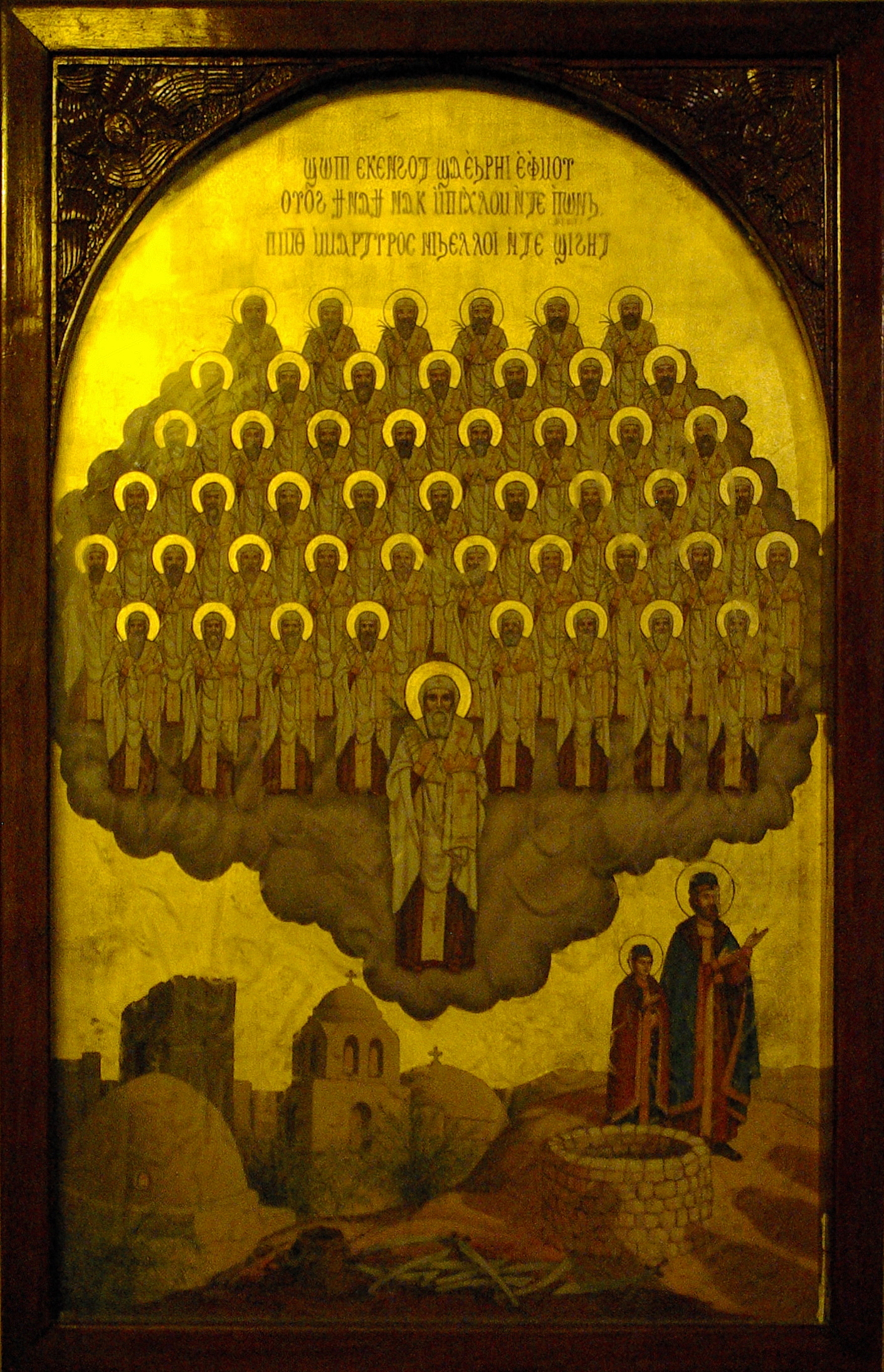
أيقونة يظهر بها التسعة وأربعين شيخاً الذين قتلوا على يد البربر عام 444.
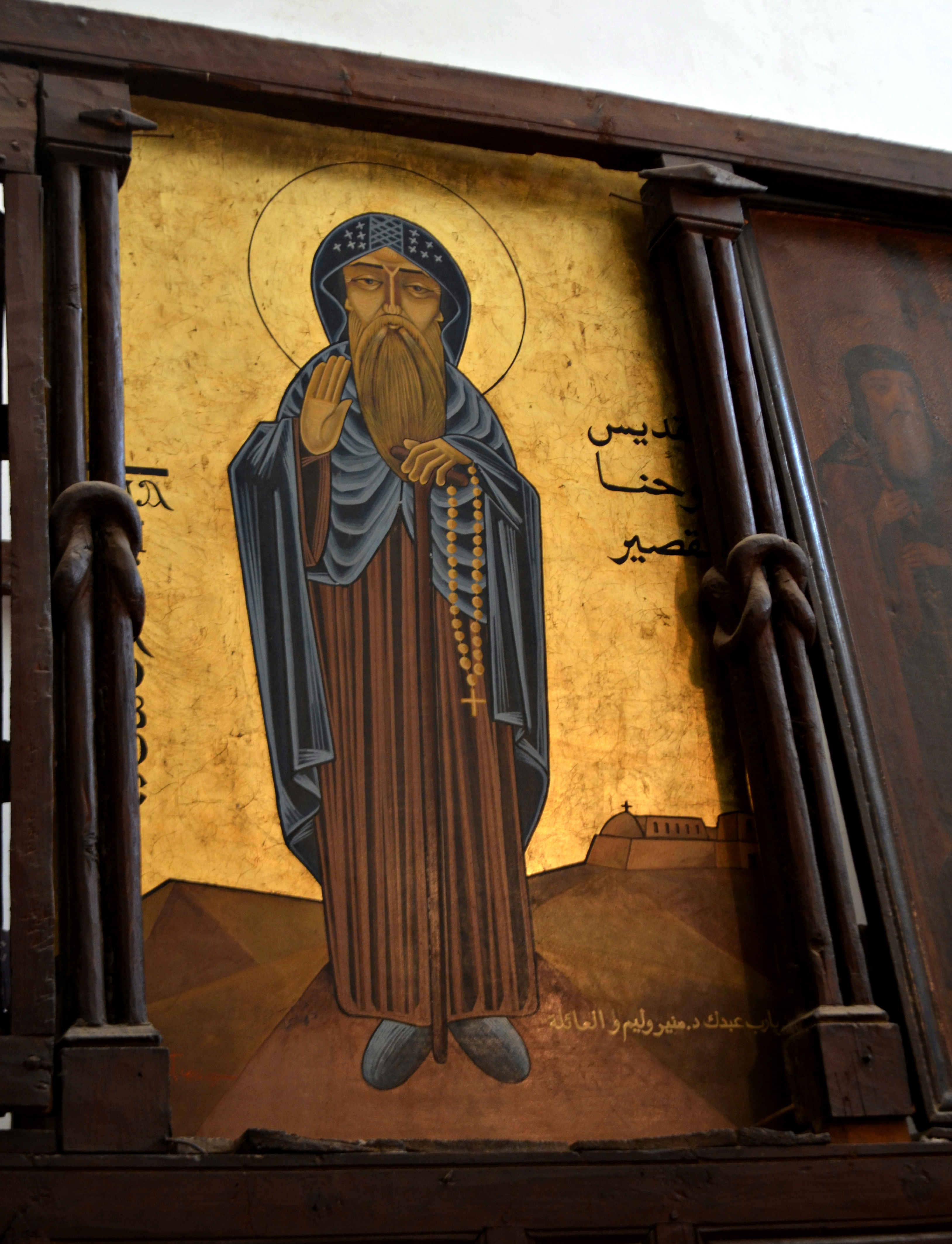
أيقونة قبطية للقديس يوحنا القصير.
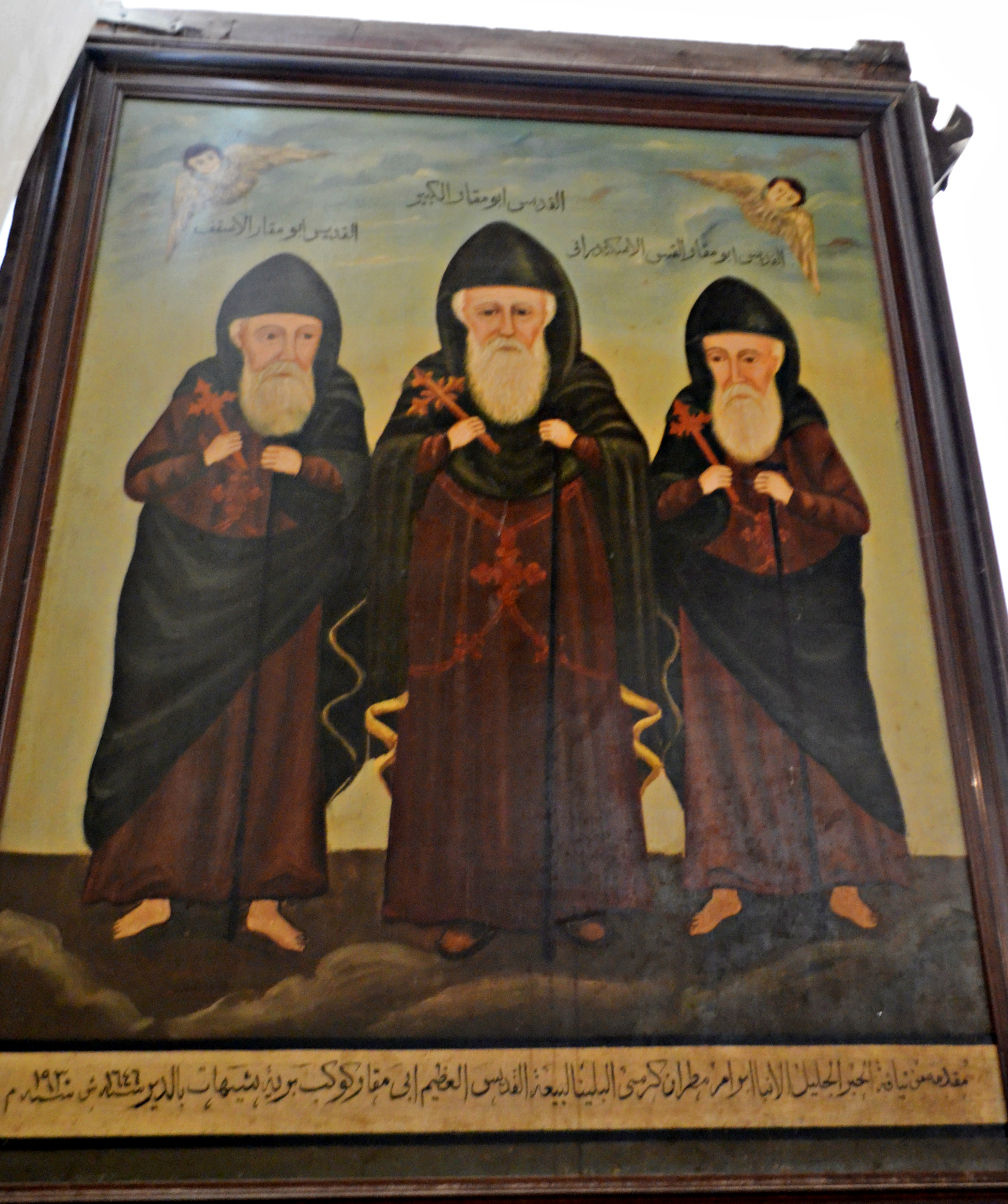
أيقونة أثرية للقديسين المقارات الثلاث.
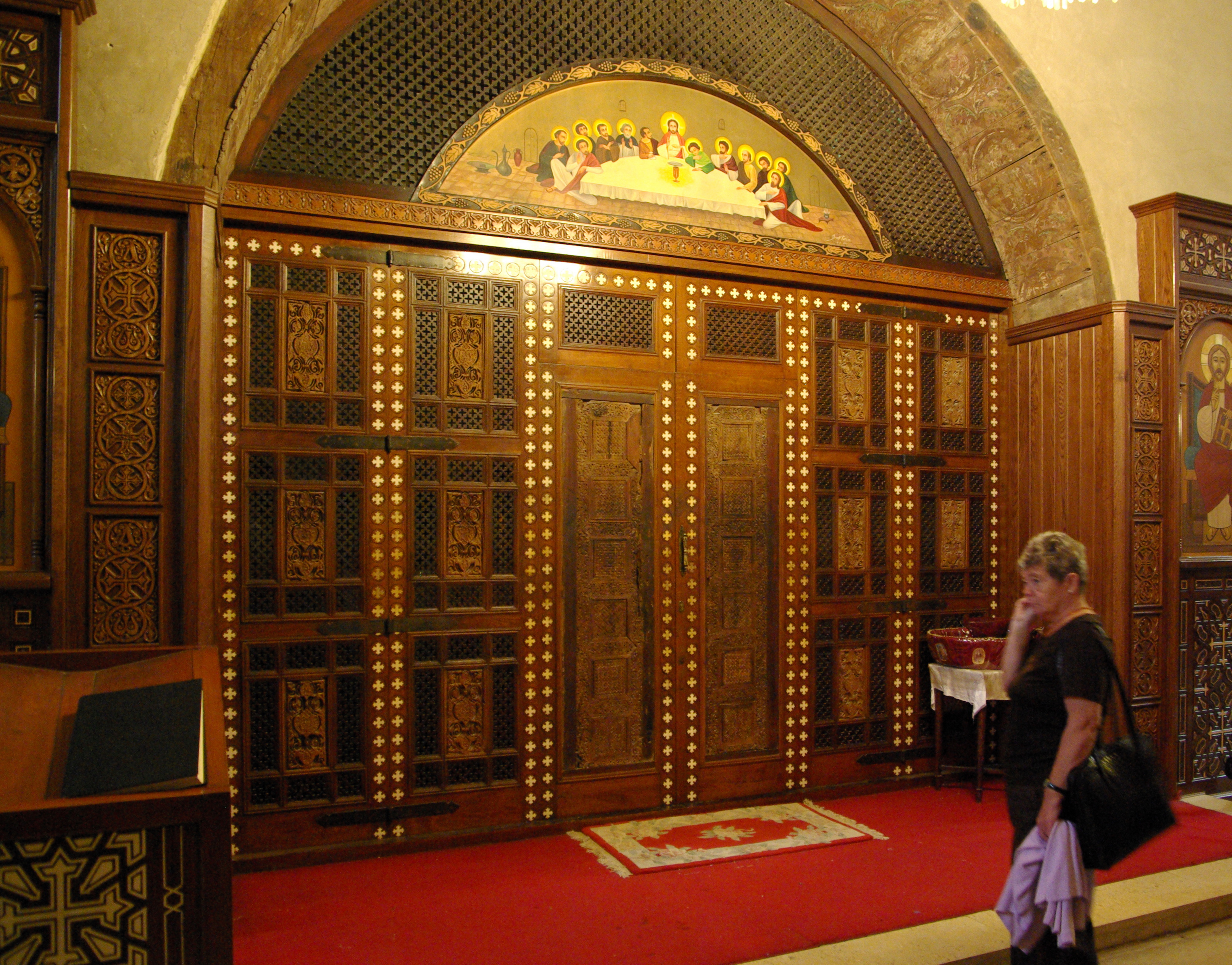
حجاب هيكل الأنبا بنيامين بكنيسة الأنبا مقار.
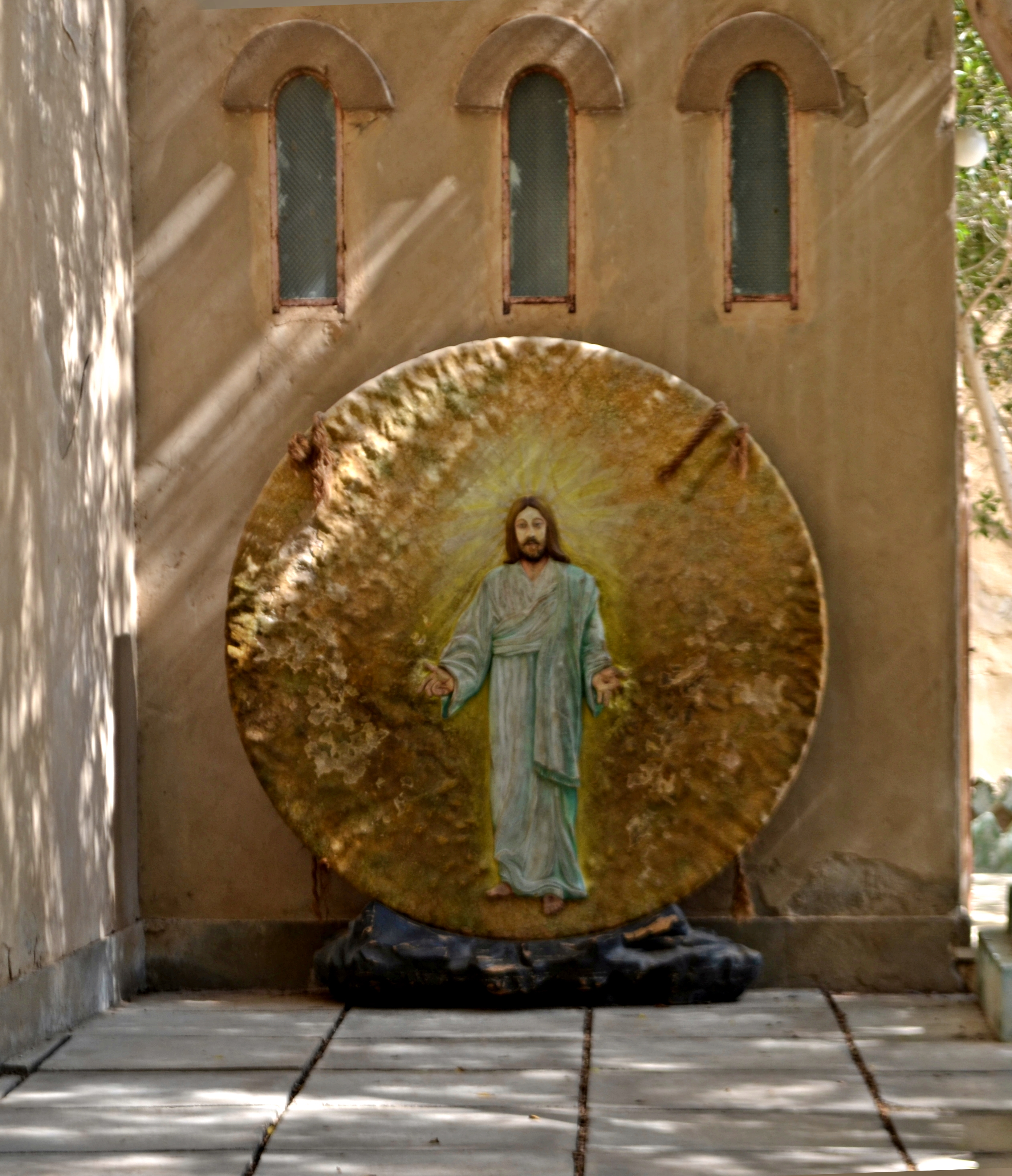
نحت حديث للمسيح.